# Biserica de lemn din Drăghia

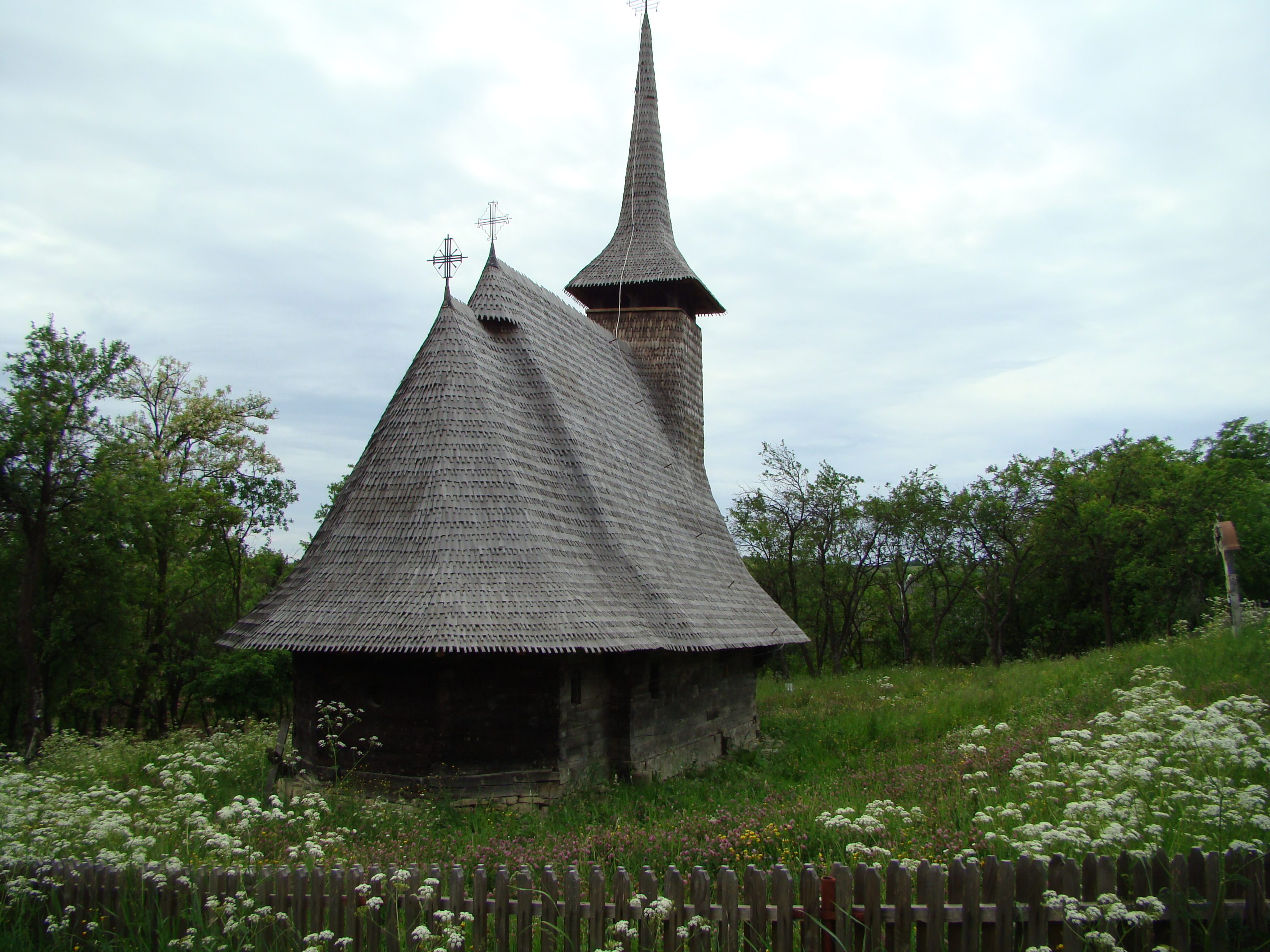
Biserica de lemn din Drăghia, comuna Coroieni, județul Maramureș, foto: mai 2009.

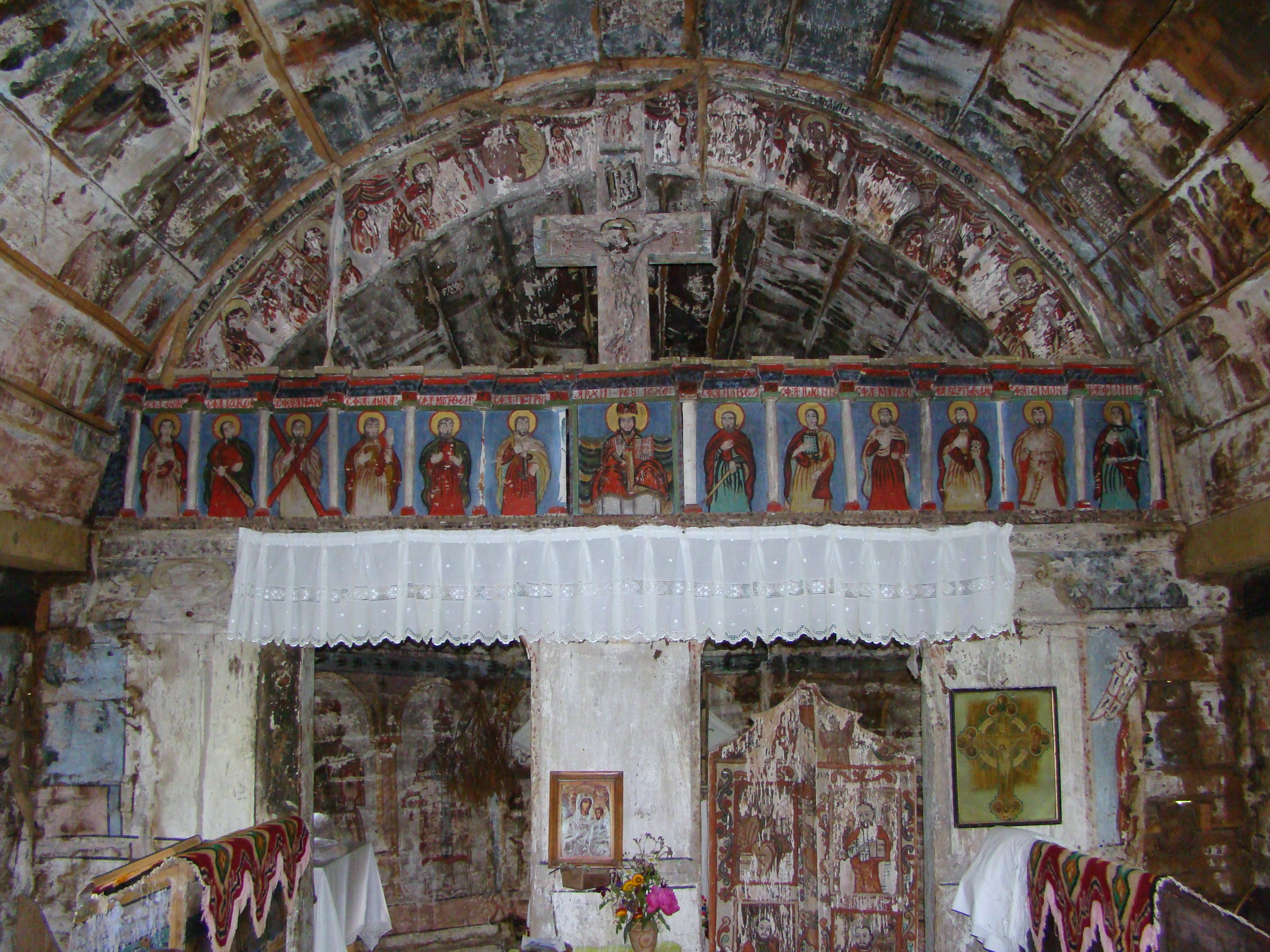
Interiorul navei

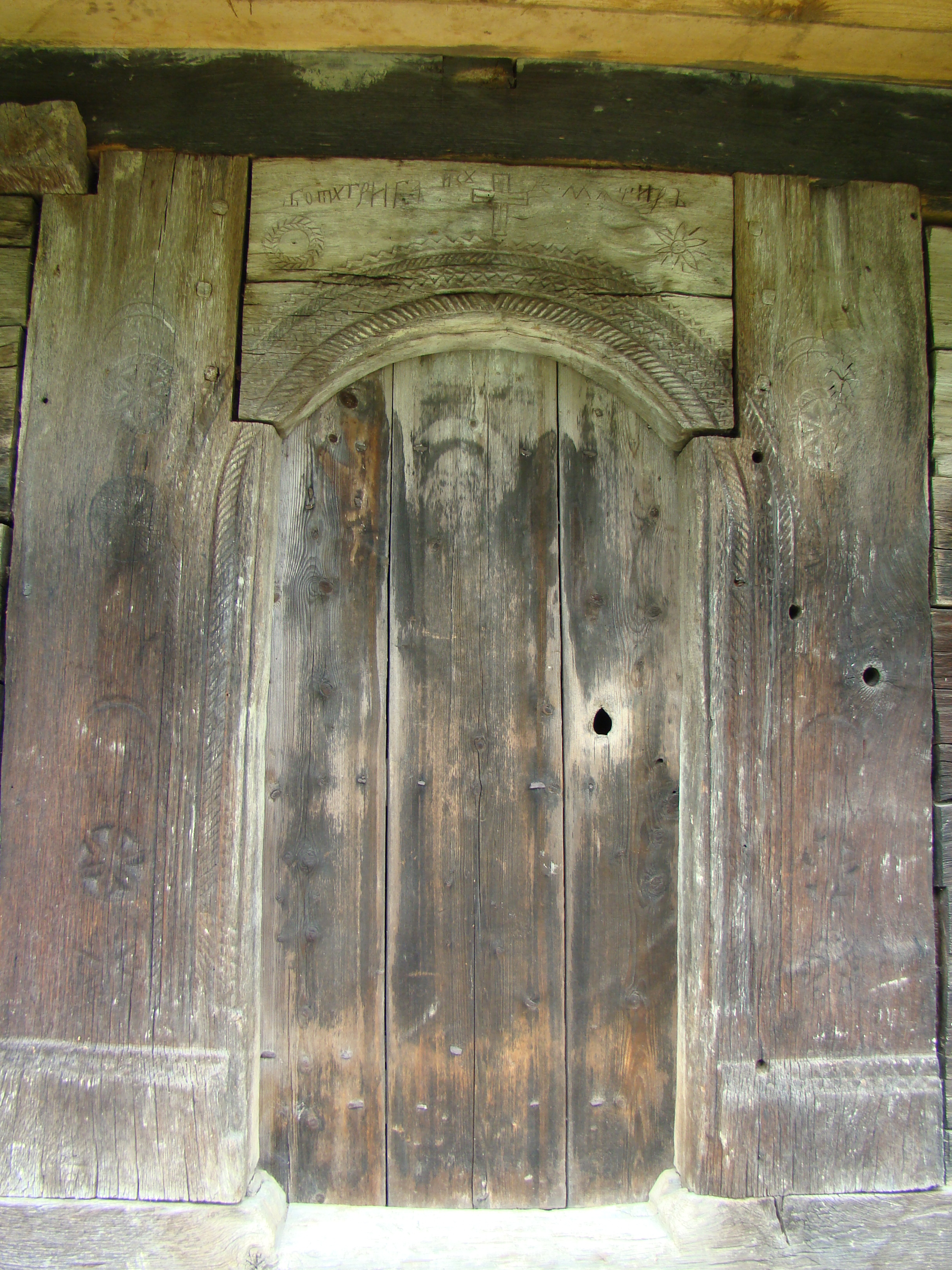
Portalul intrării semnat de meşterul Bot Griga

Biserica de lemn din Drăghia, comuna Coroieni, județul Maramureș datează din anul 1706. Are hramul „Sfinții Arhangheli Mihail și Gavriil”. Biserica se află pe lista monumentelor istorice, cod LMI MM-II-m-A-04569.

## Istoric și trăsături
Satul Drăghia este atestat documentar din 1541 avându-și numele de la cneazul întemeietor Drag. Biserica veche cu hramul „Sfinții Arhangheli”, situată în partea de nord a satului în locul numit „Țintirim”, a fost construită din contribuția credincioșilor în anul 1706, după cum reiese din inscripția de pe bârna peretului din stânga ușii de la intrarea în biserică. Meșterul s-a semnat pe portal, la intrare, în locul de cinste dedicat lor sau ctitorilor, în litere chirilice: „Both Griga Miaștir”. Biserica este din lemn de stejar, netencuită, cu temelia din piatră. Este în forma bisericilor vechi, cu intrarea laterală. În vârful turnului e crucea cu șapte brațe și păunul alături, semn al creștinismului în primele veacuri și al biruinței. Interiorul bisericii a fost pictat pe pânză în ulei, probabil de către zugravul Petre din Preluca, în anul 1797, după cum rezultă din pisania de pe ușile împărătești în litere chirilice „1797 Am zugrăvit Petre”. În interior se păstrează scene din Vechiul Testament, nume de proroci, mironosițe, Sfinții Apostoli și Mântuitorul Iisus Cristos. Pe cerimea naosului mai există anul 1857, probabil atunci a fost consacrată pentru a doua oară, după cum menționează monografia satului, sau atunci să fi fost pictată. Existența acestei biserici a fost asigurată datorită lucrărilor efectuate în anii 1960 și 1972 prin eforturile părintelui Petru Radu, care a slujit timp de cinci decenii în parohia Dealu Mare, filia Drăghia, fiu al satului. Prin diligențele făcute de urmașii acestuia, vechea biserică, care străjuiește de trei veacuri comunitatea, degradată, înclinată și în pericol să se prăbușească, a suferit ample lucrări de reparație în anul 2006. Un caz fericit printre vechile biserici de lemn din Transilvania, lucrările, costisitoare, fiind finanțate de Ministerul Culturii și din rezerva de stat. Numeroase alte biserici de lemn, simboluri de credință, istorie și statornicie, așteaptă același sprijin generos.

## Imagini din exterior

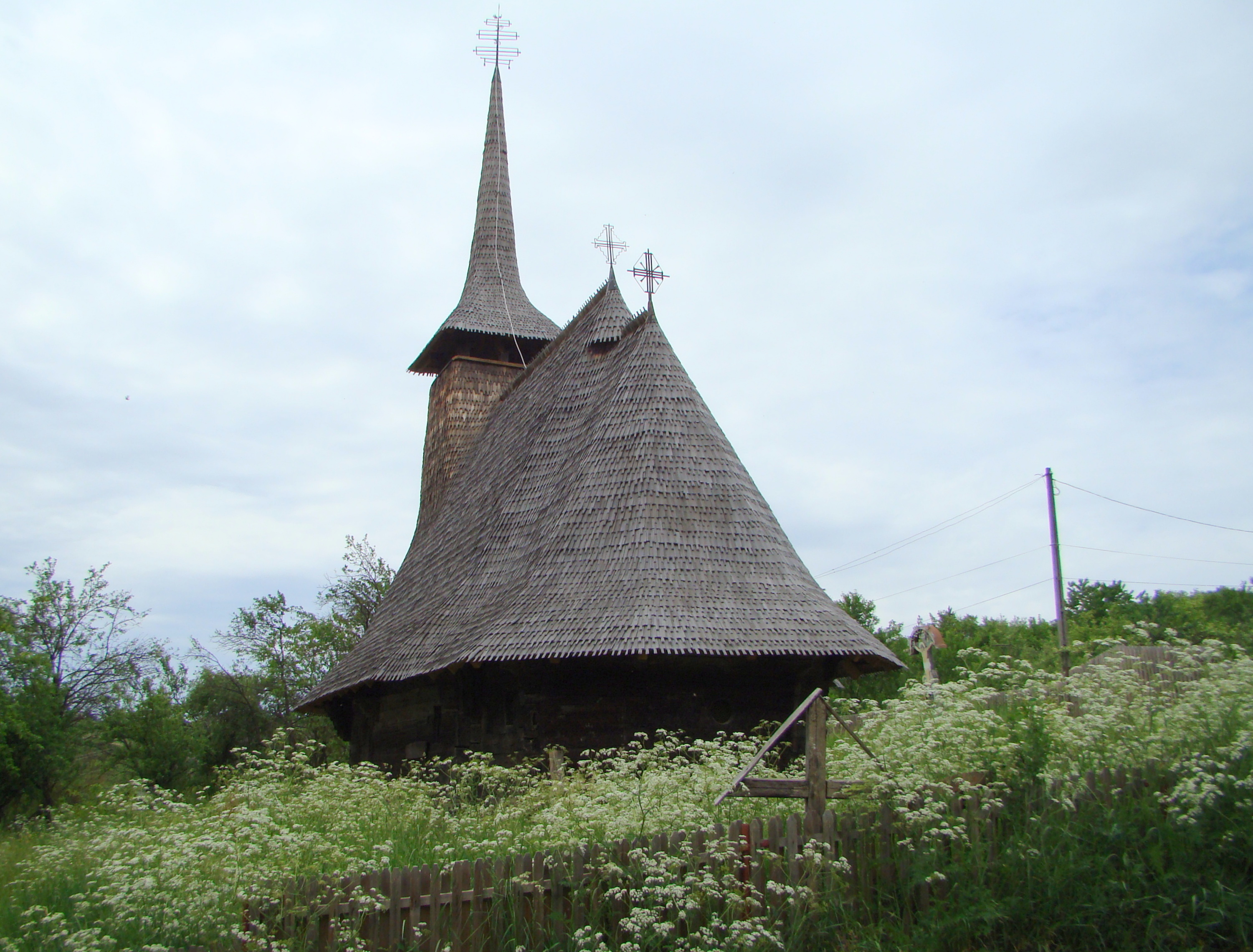
Vedere din est
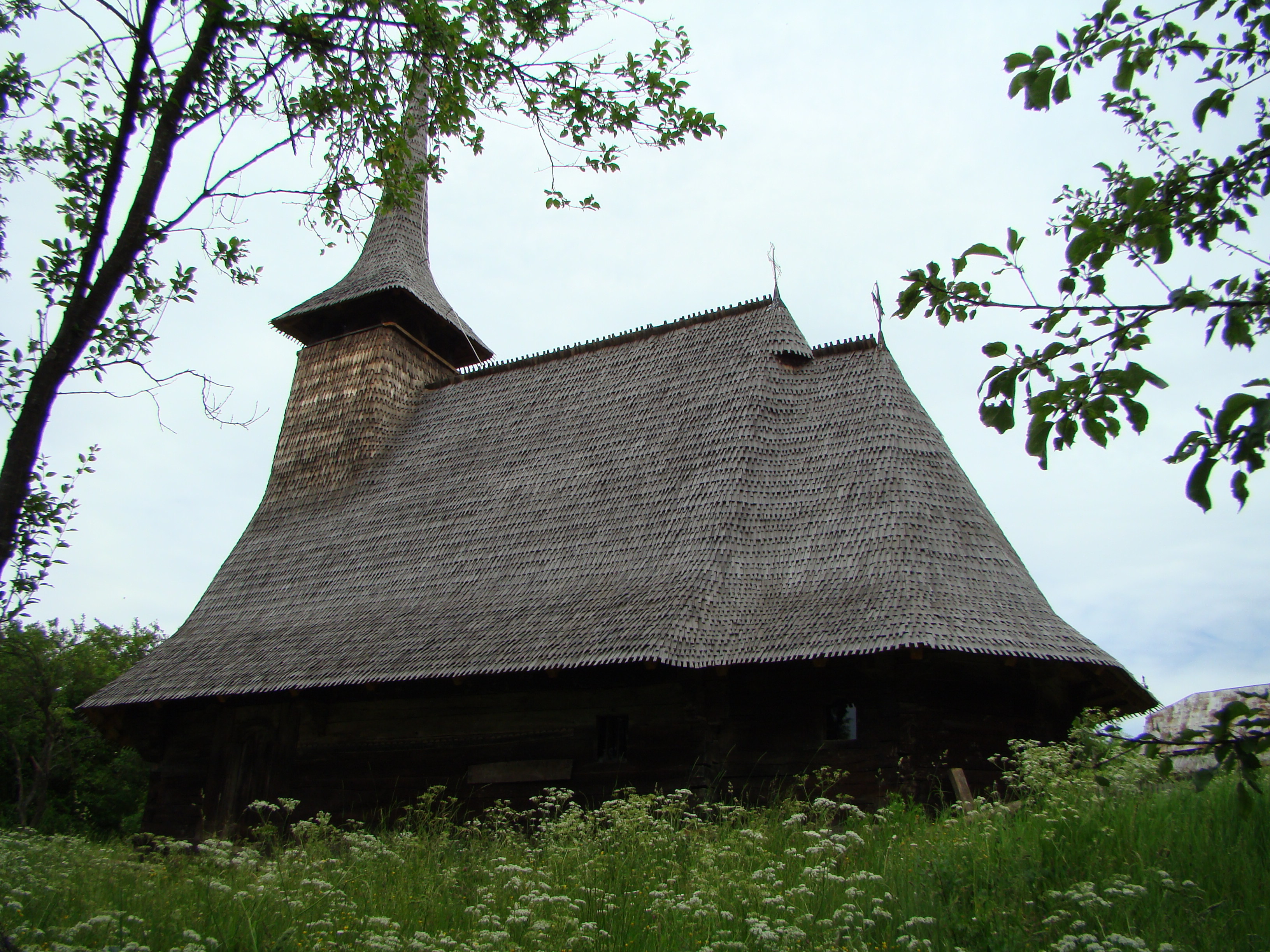
Vedere de ansamblu
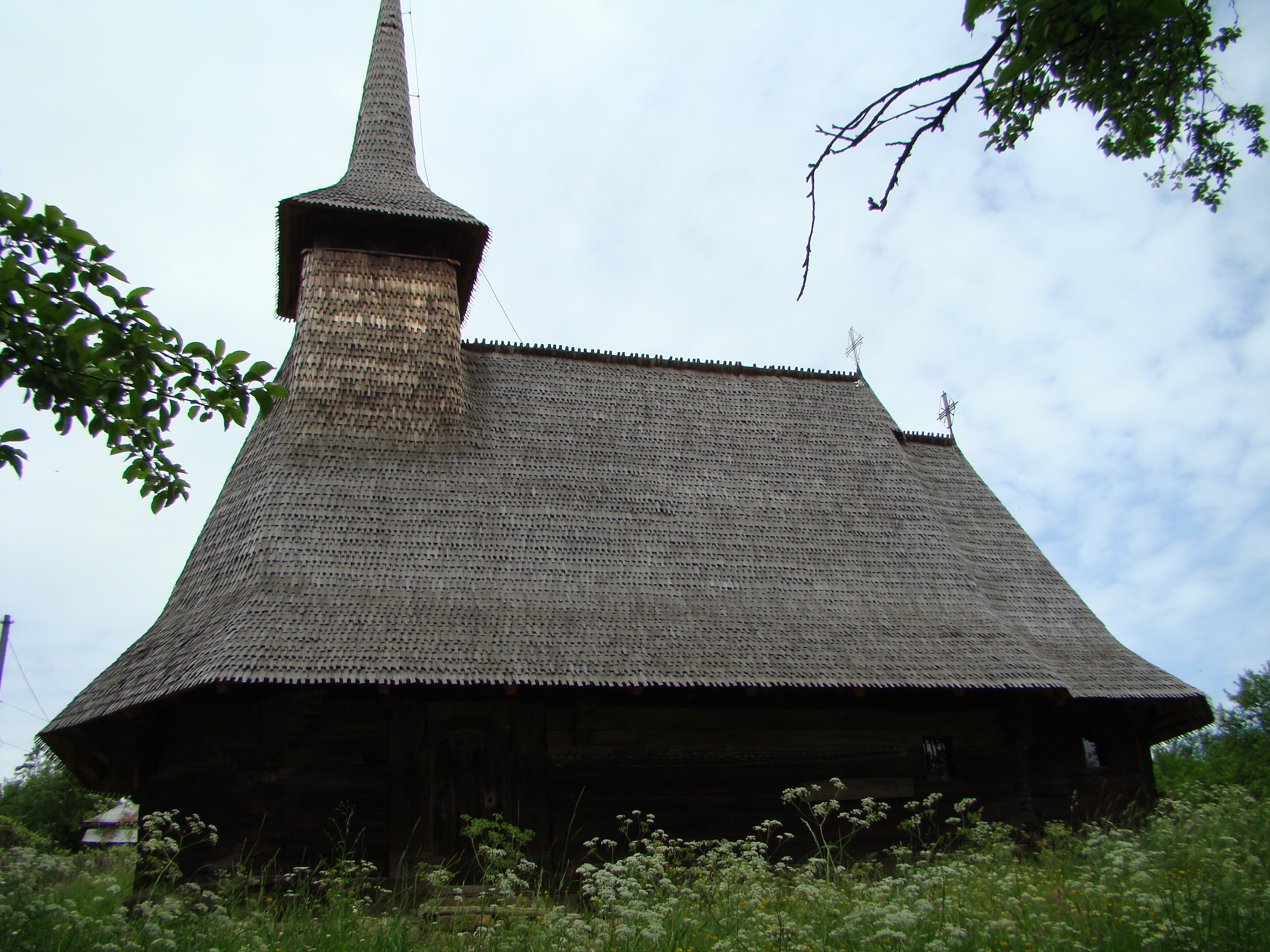
Vedere a bisericii din sud
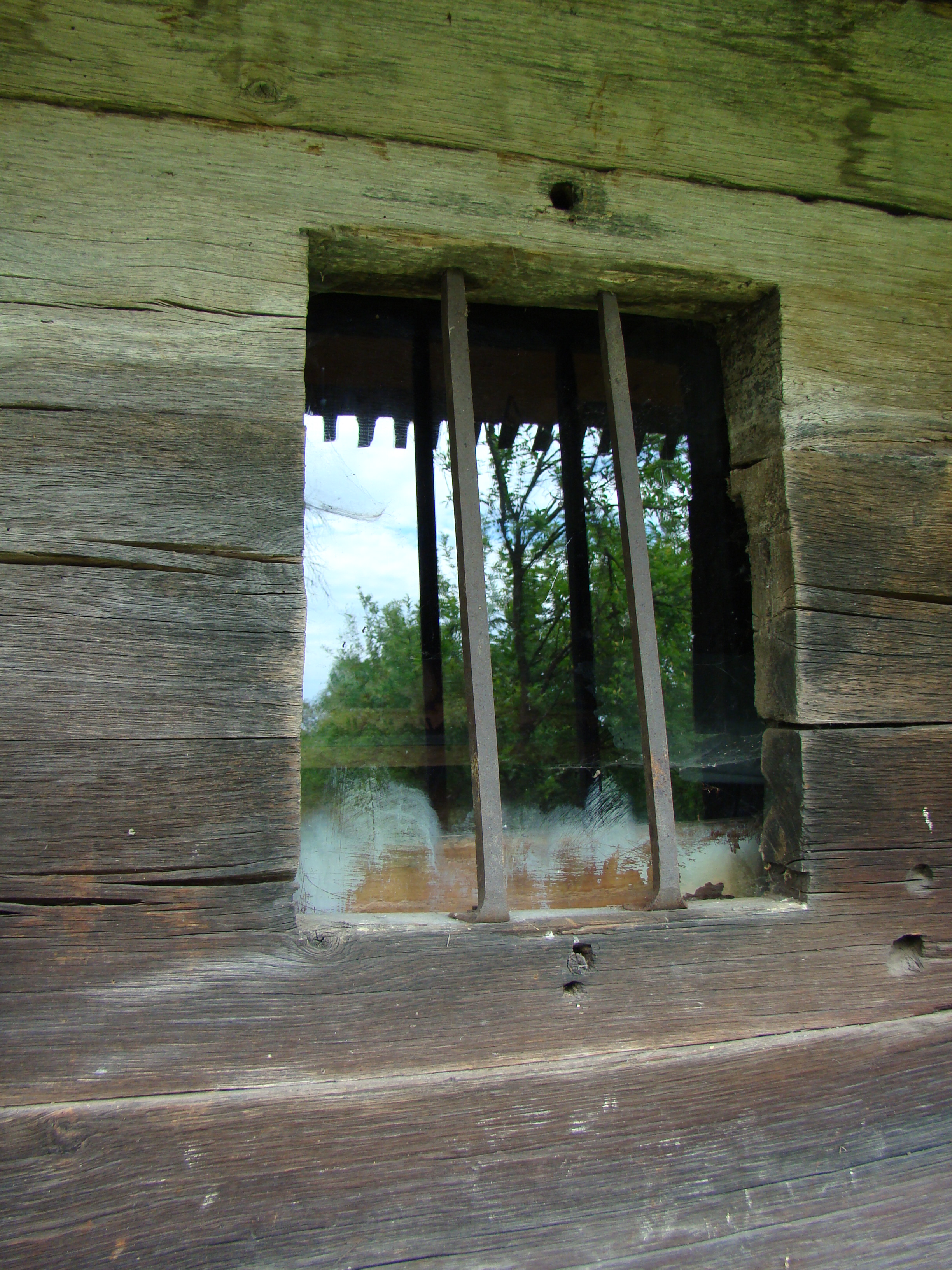
Fereastră
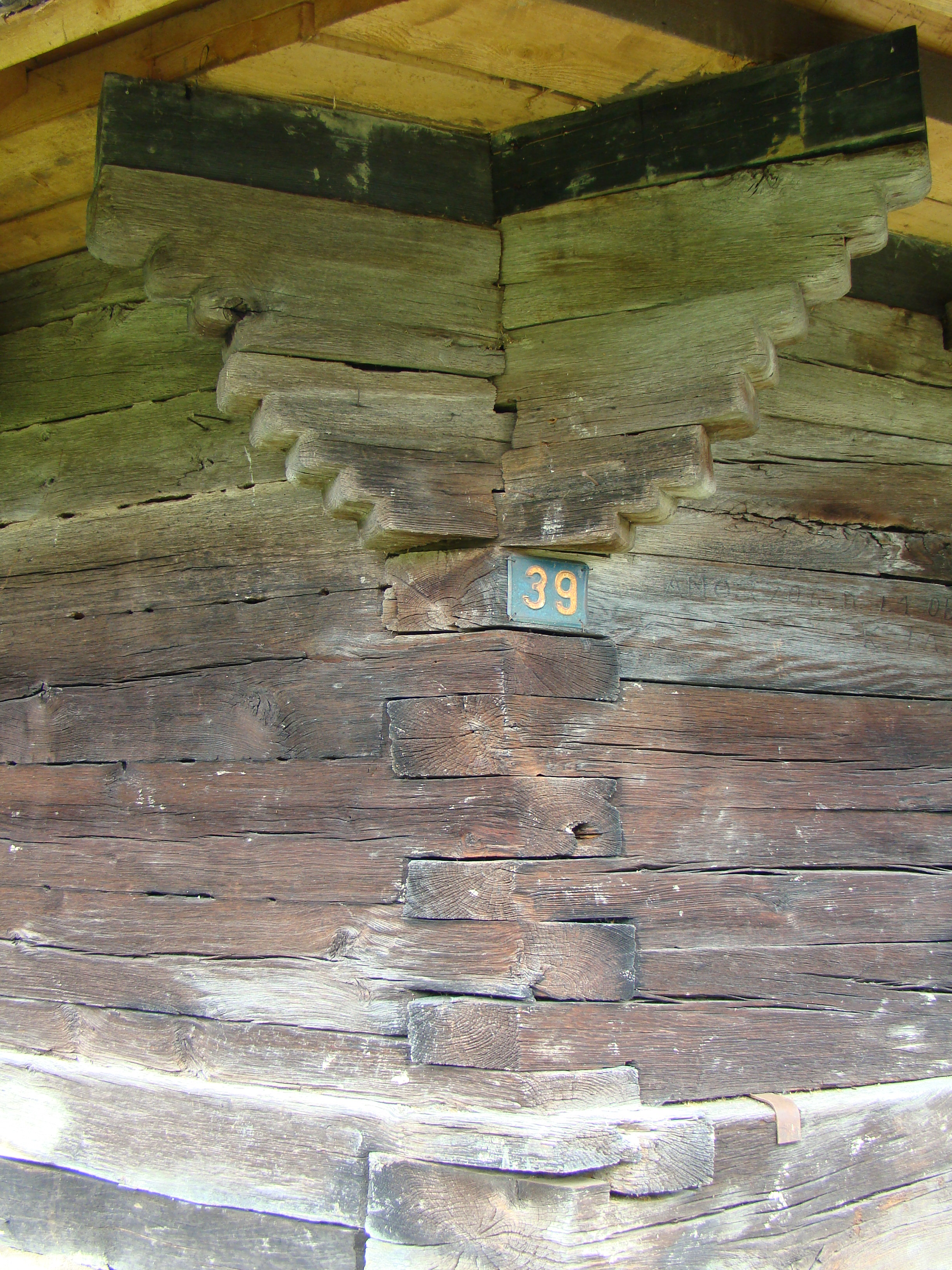
Îmbinări și console
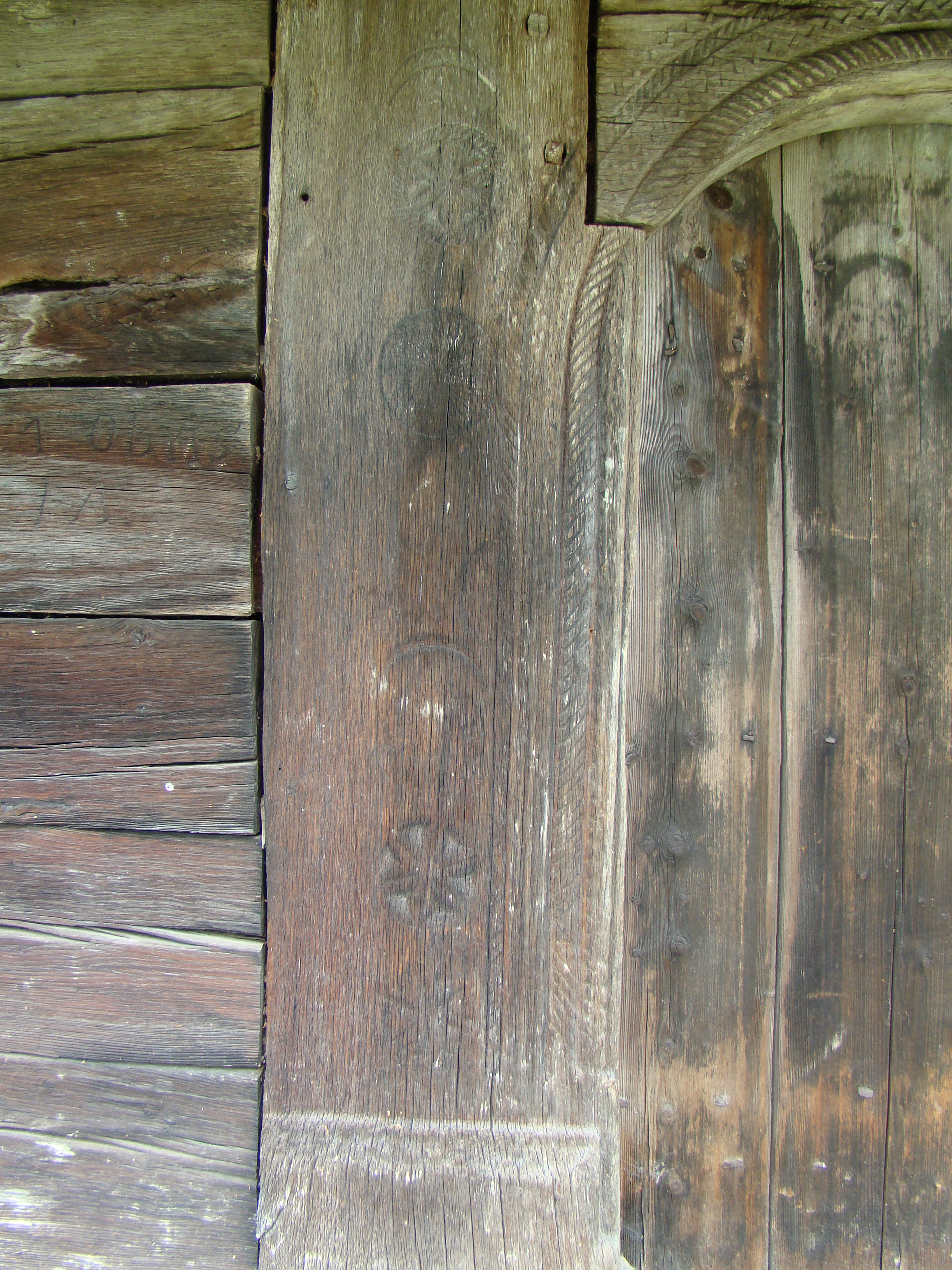
Partea stângă a portalului
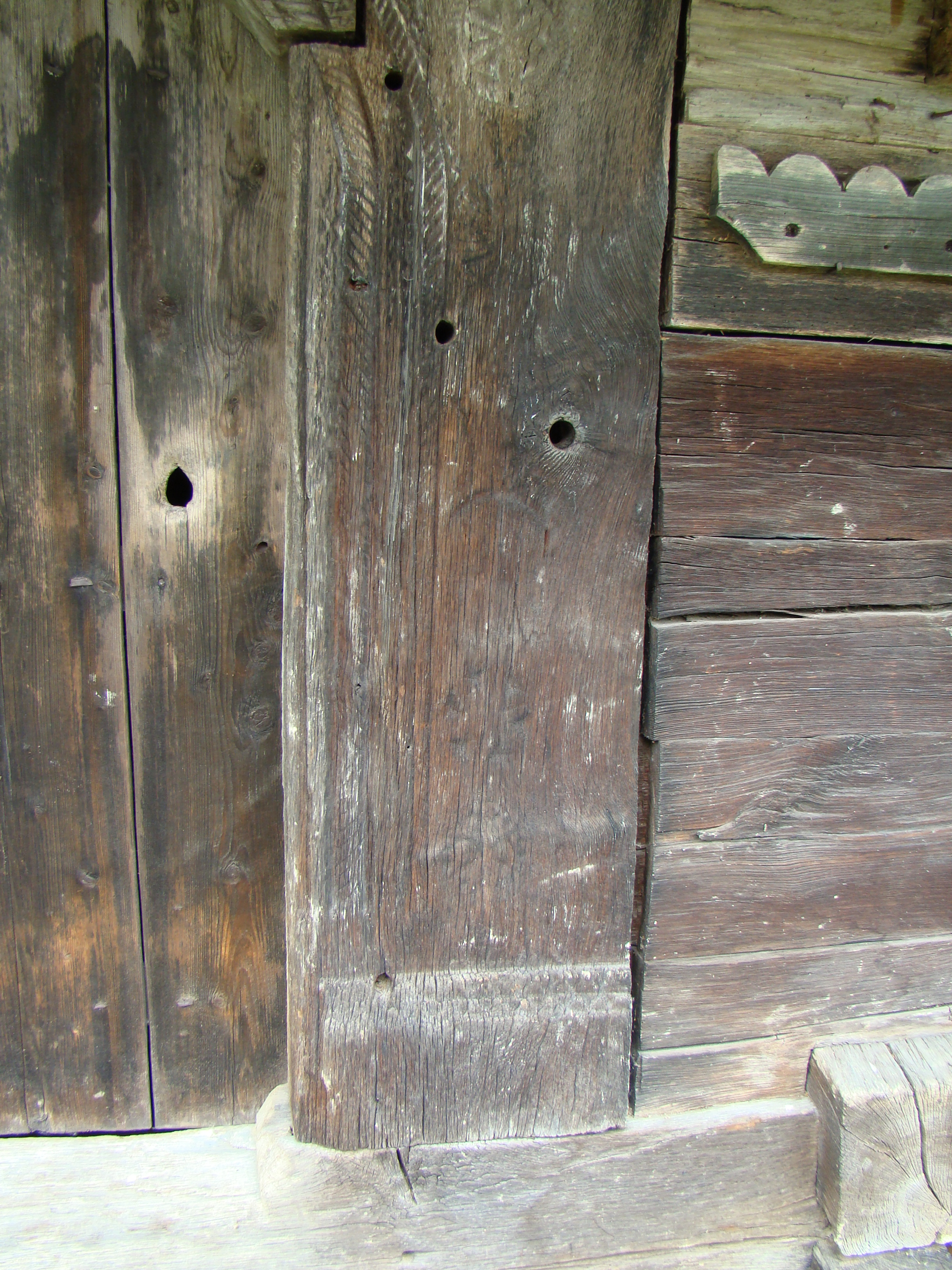
Partea dreaptă a portalului
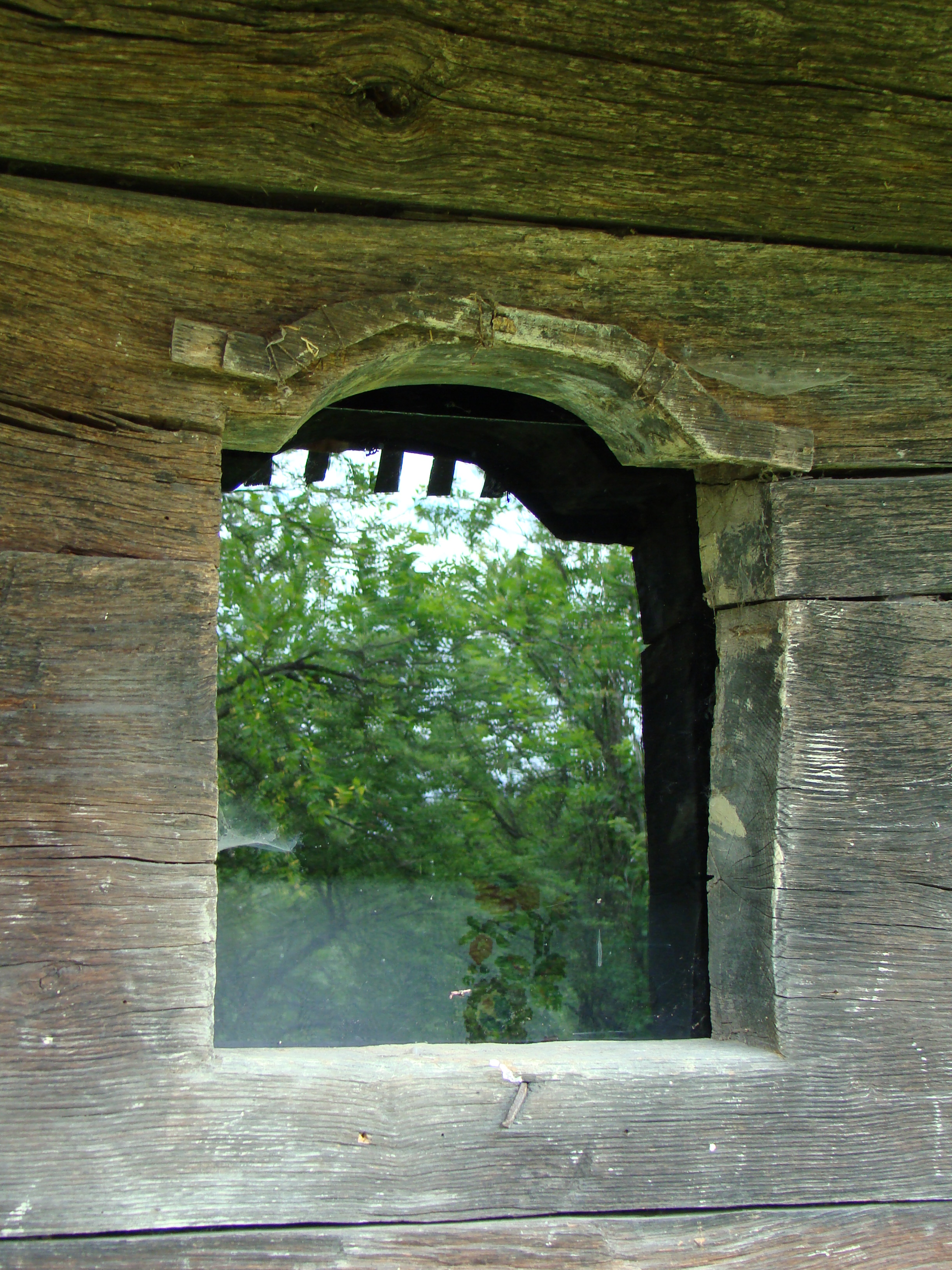
Fereastră
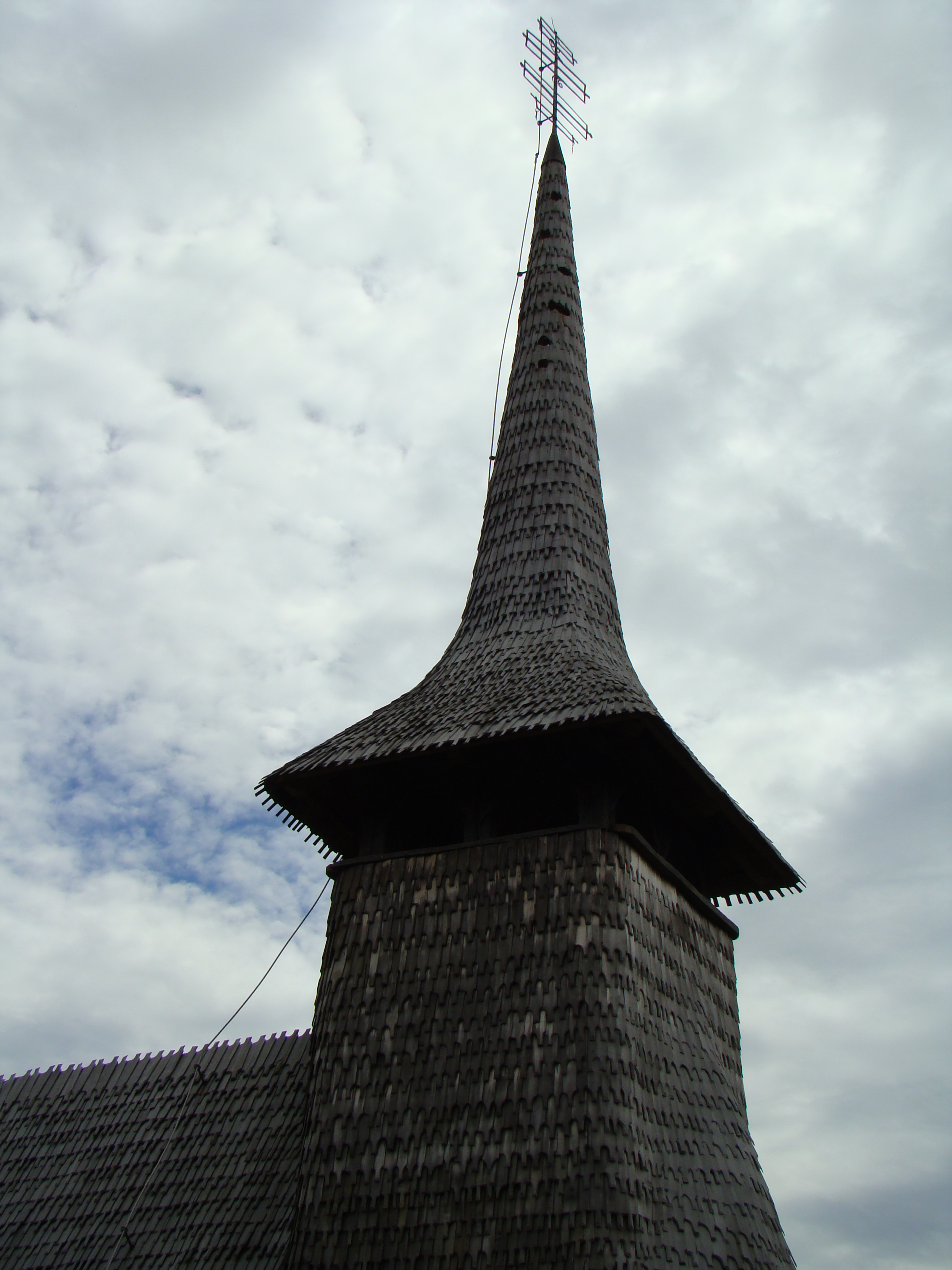
Turnul bisericii
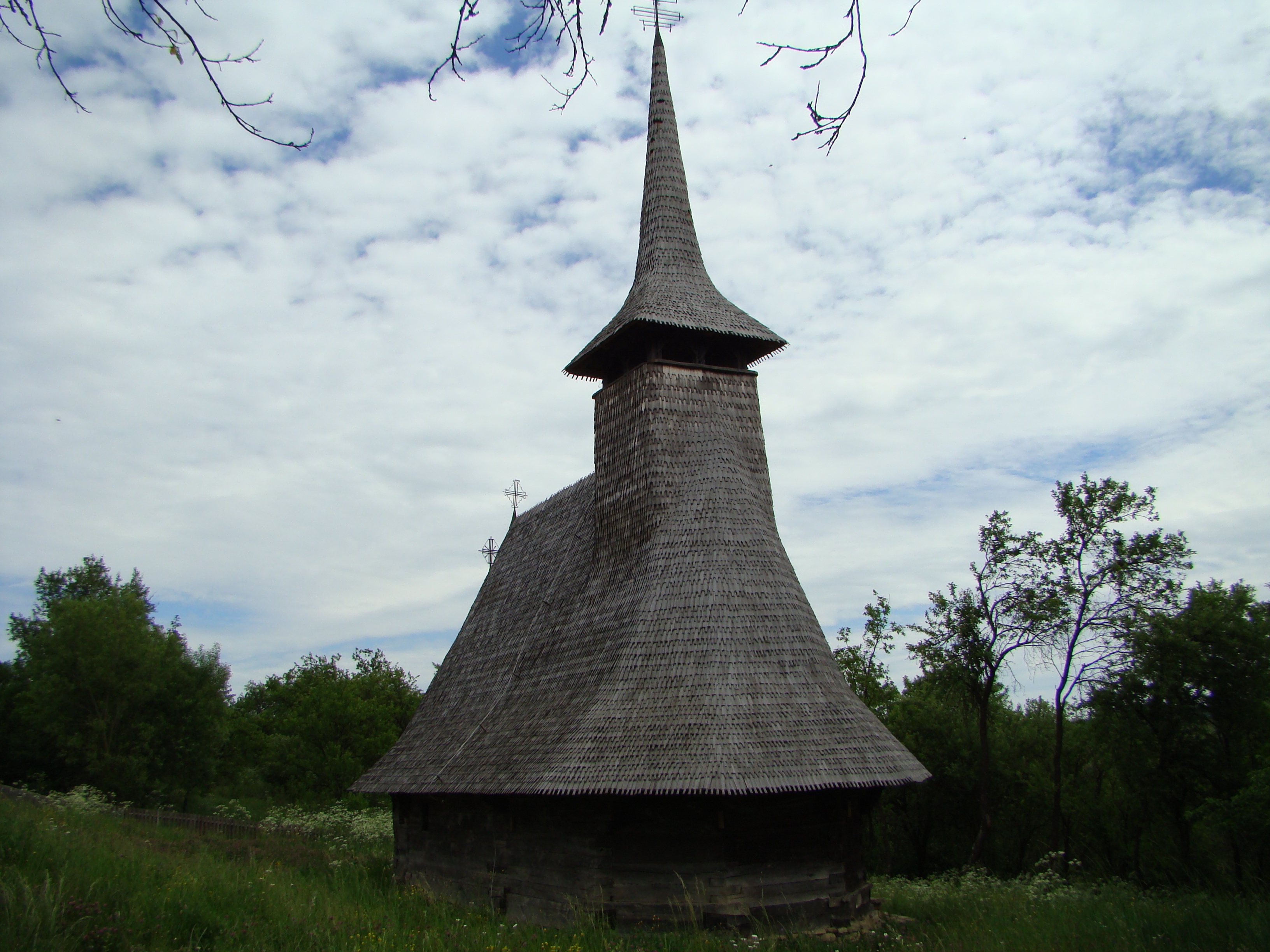
Vedere de ansamblu
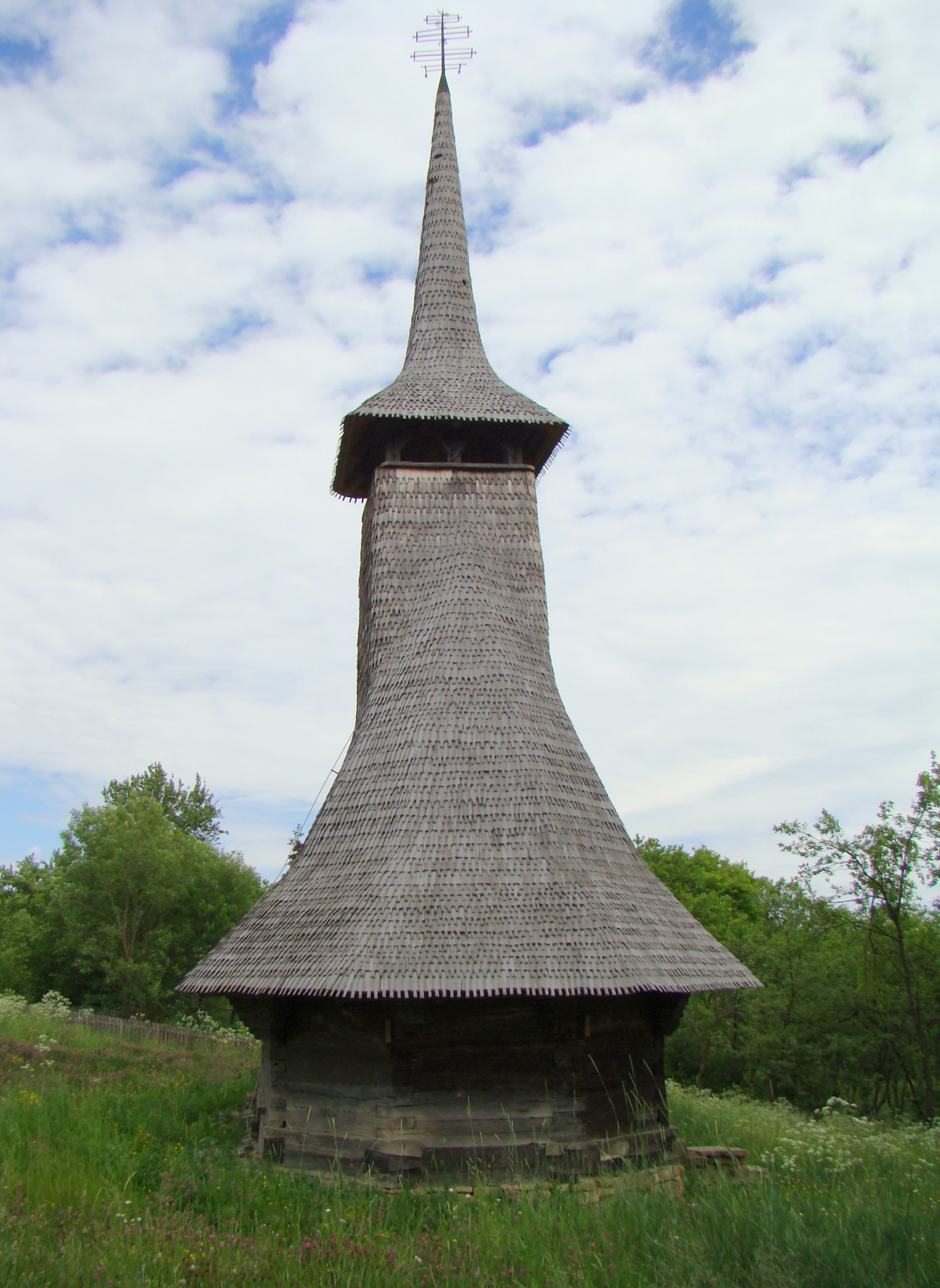
Vedere din vest
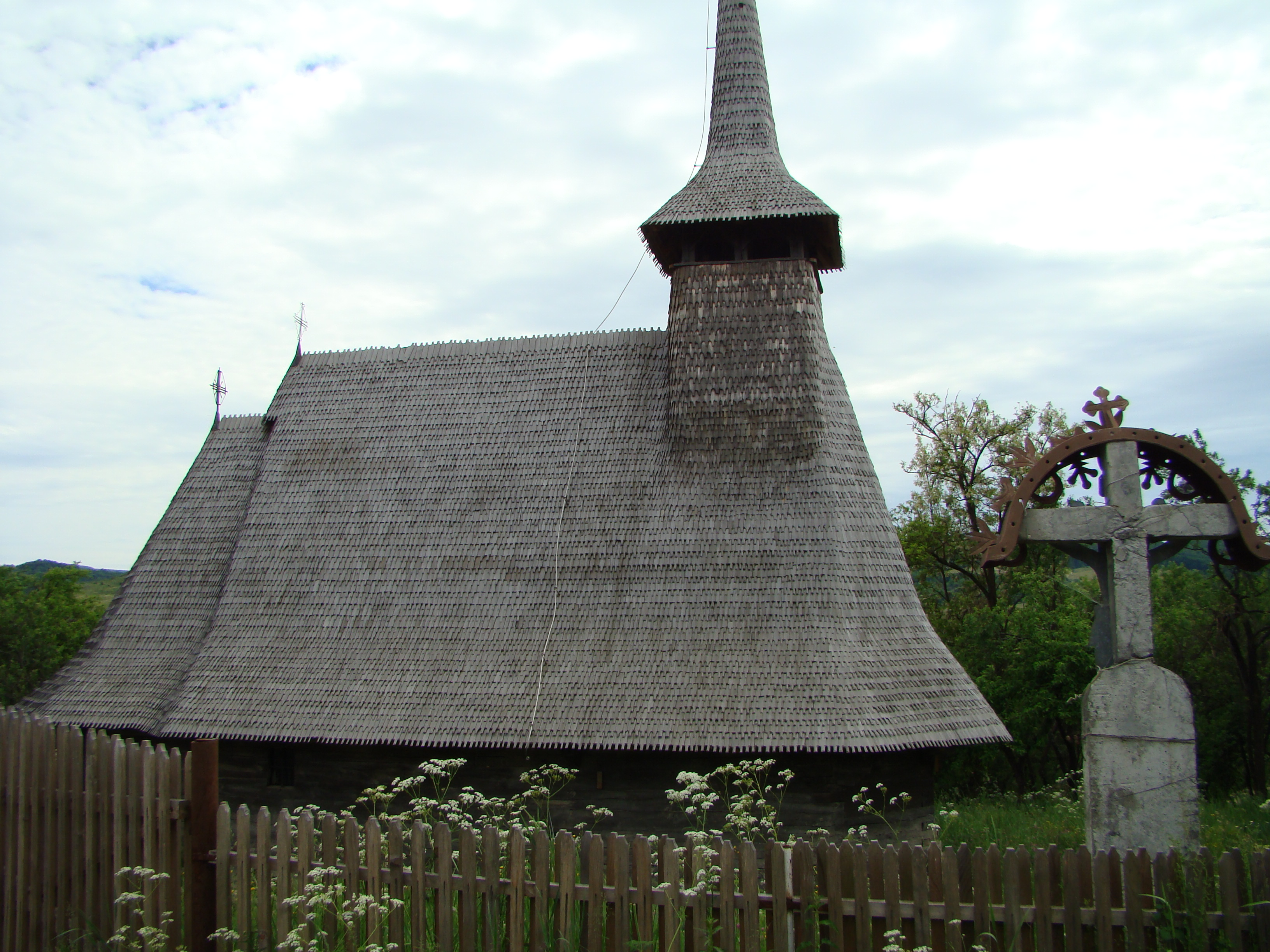
Vedere din nord
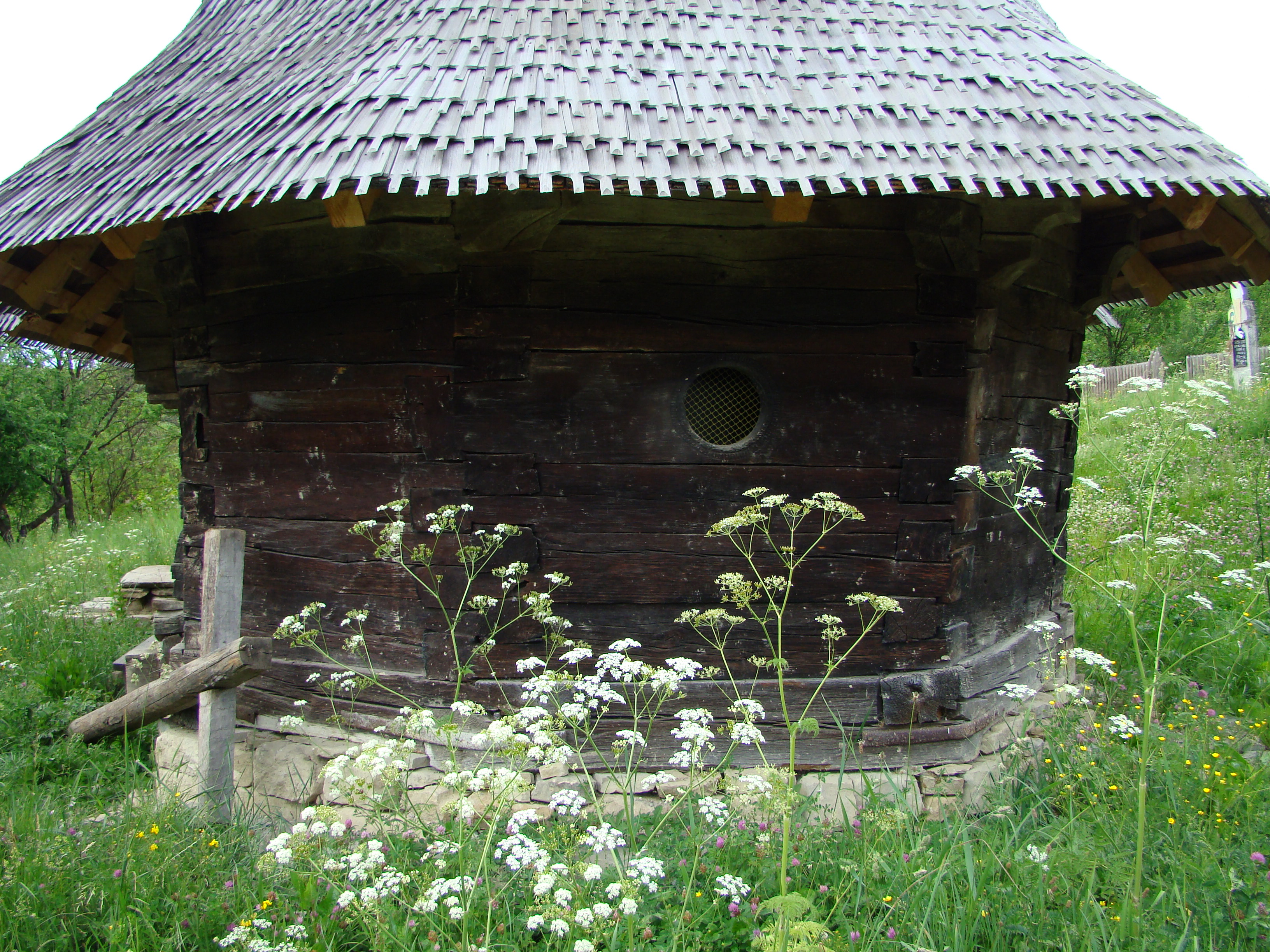
Absida altarului
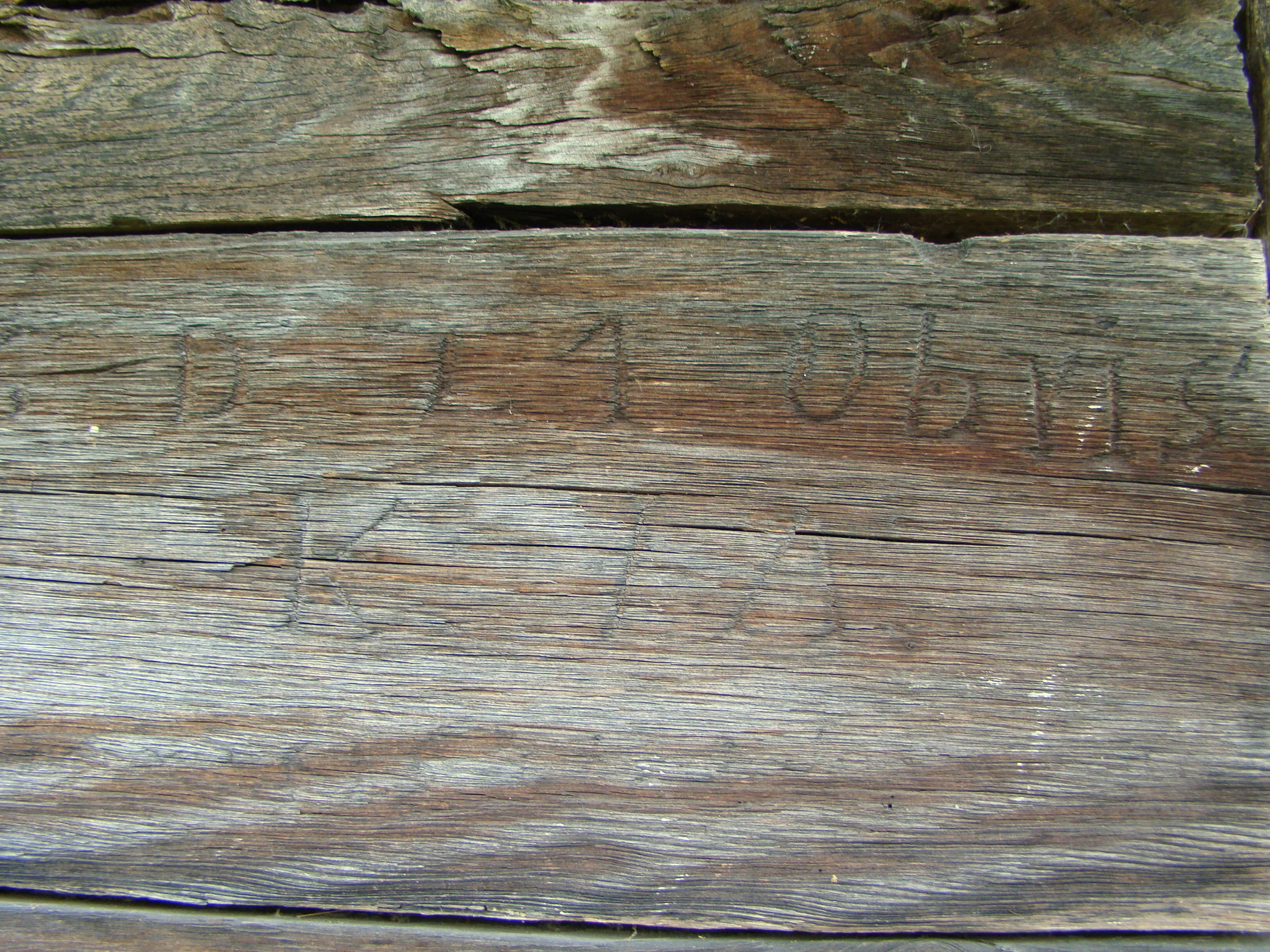
Inscripție
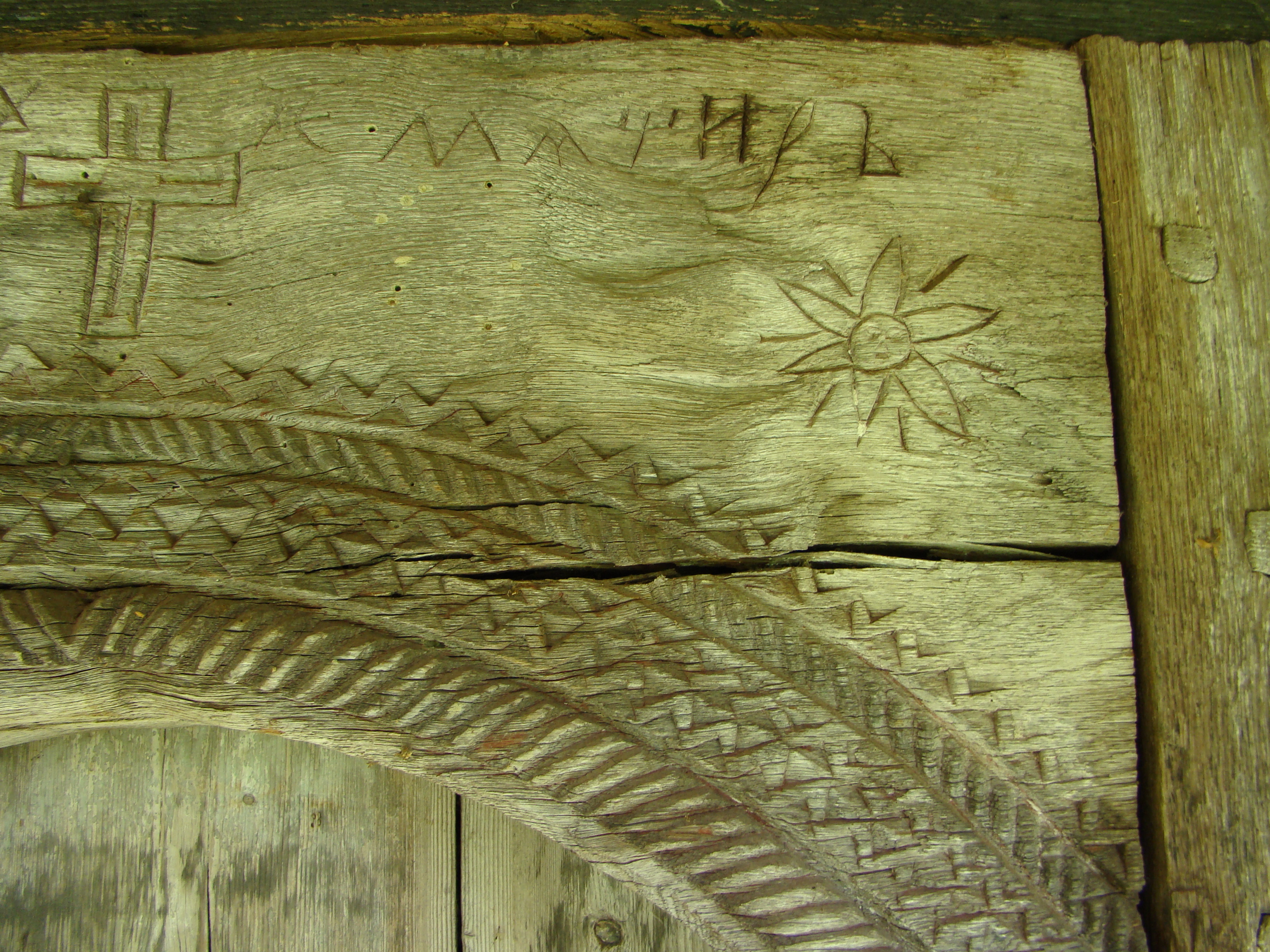
Detaliu portal: colțul de sus-dreapta
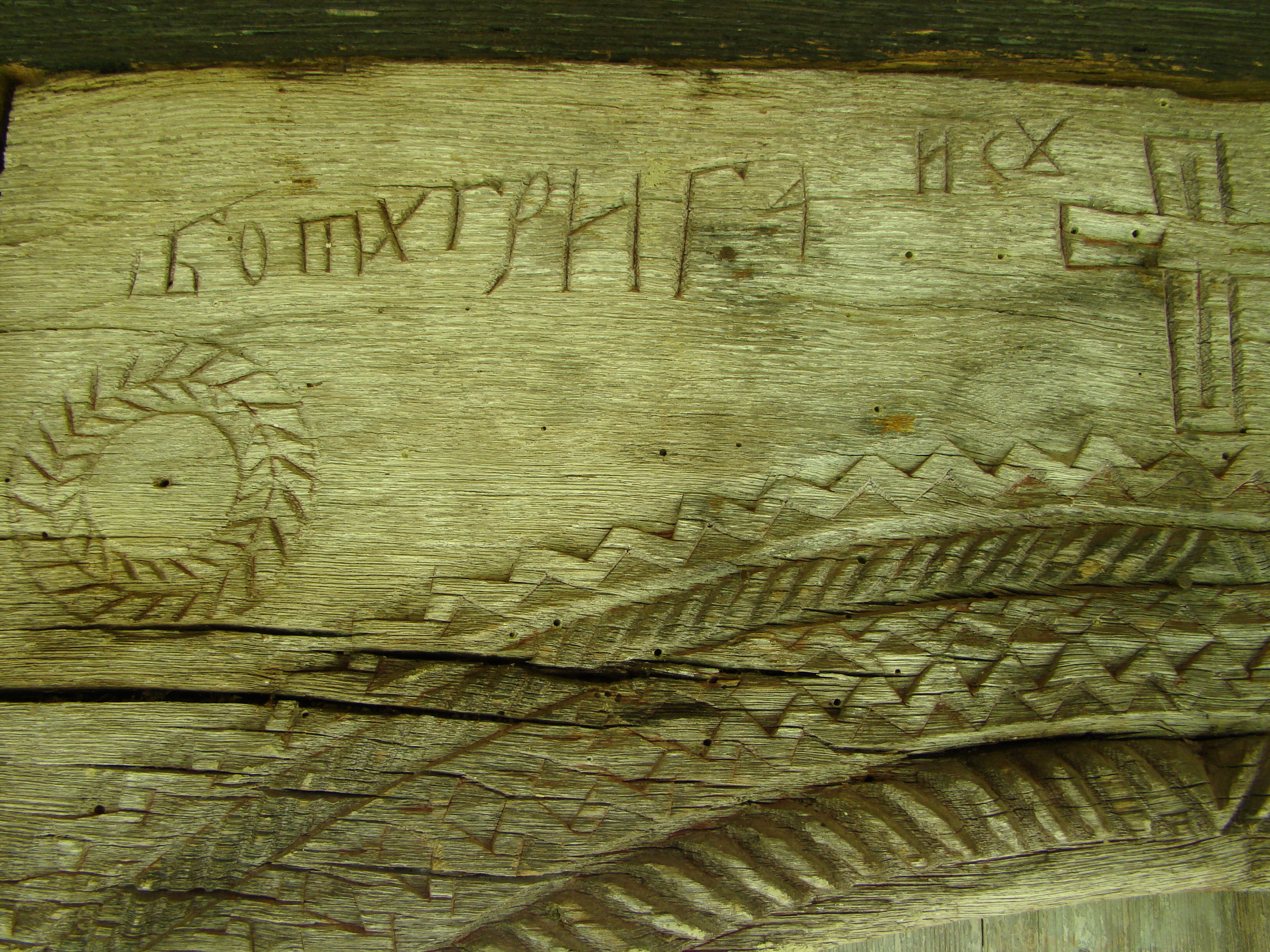
Detaliu portal: colțul de sus-stânga
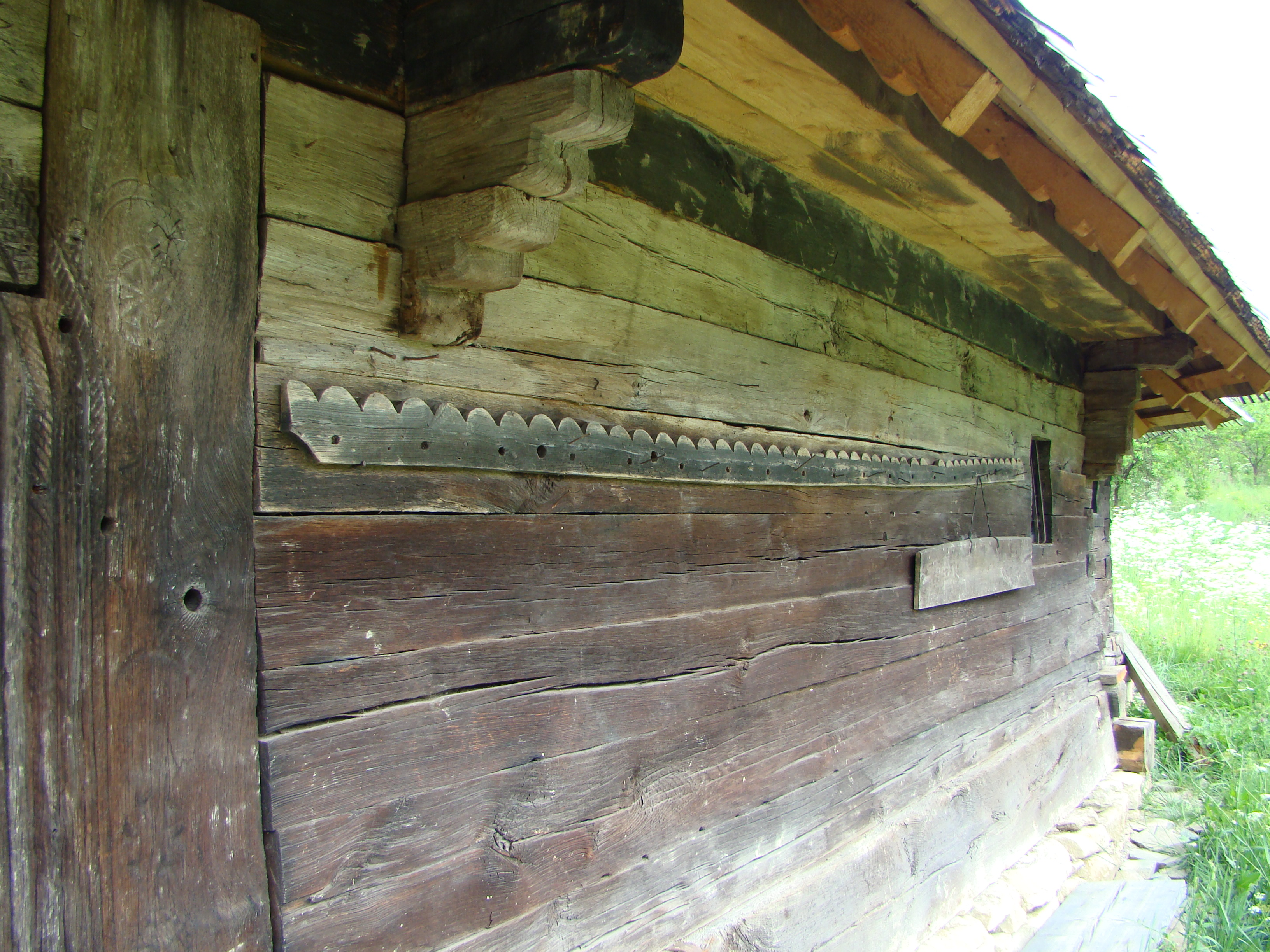
Frânghia ce înconjoară peretele și toaca
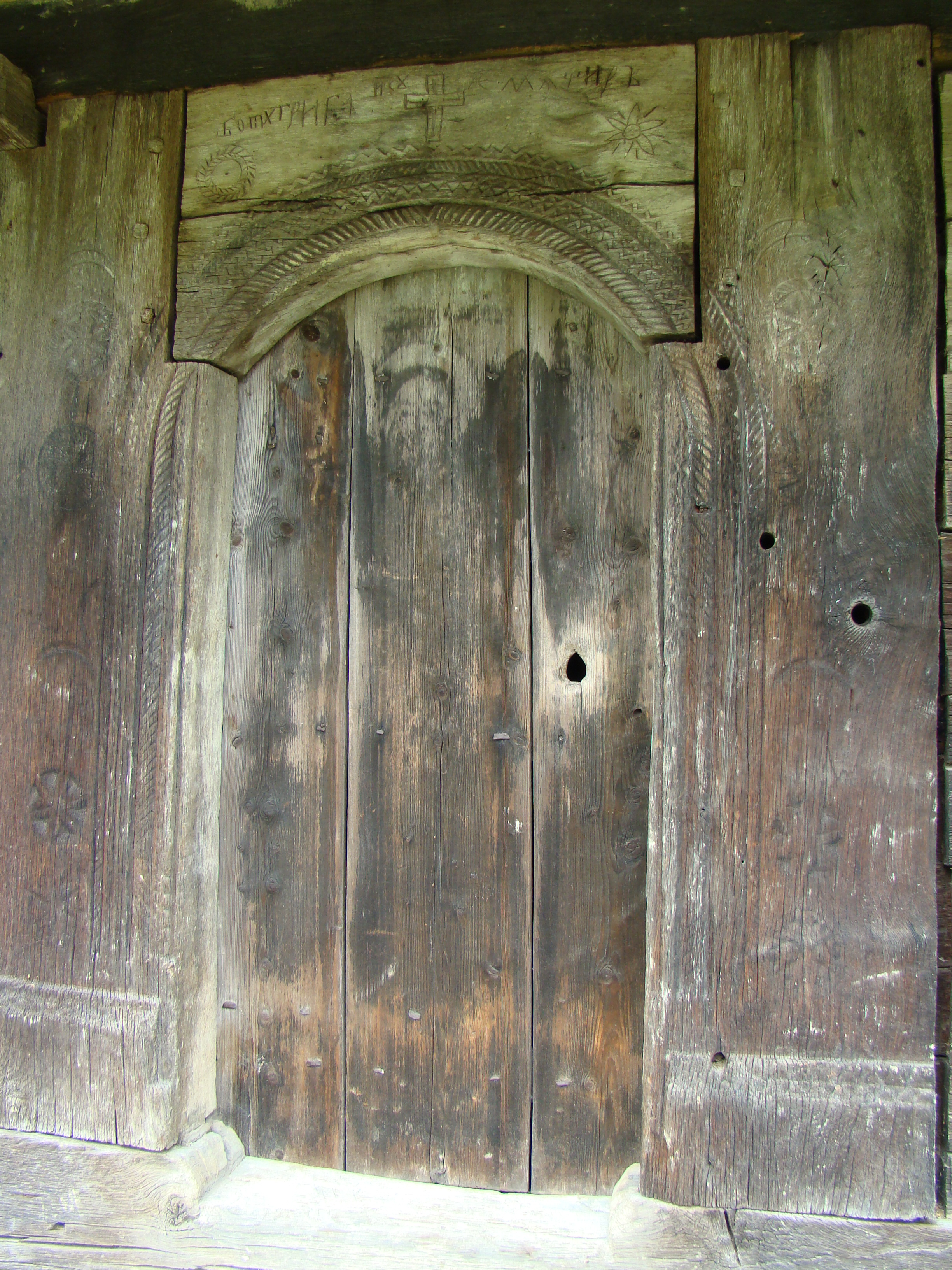
Portalul
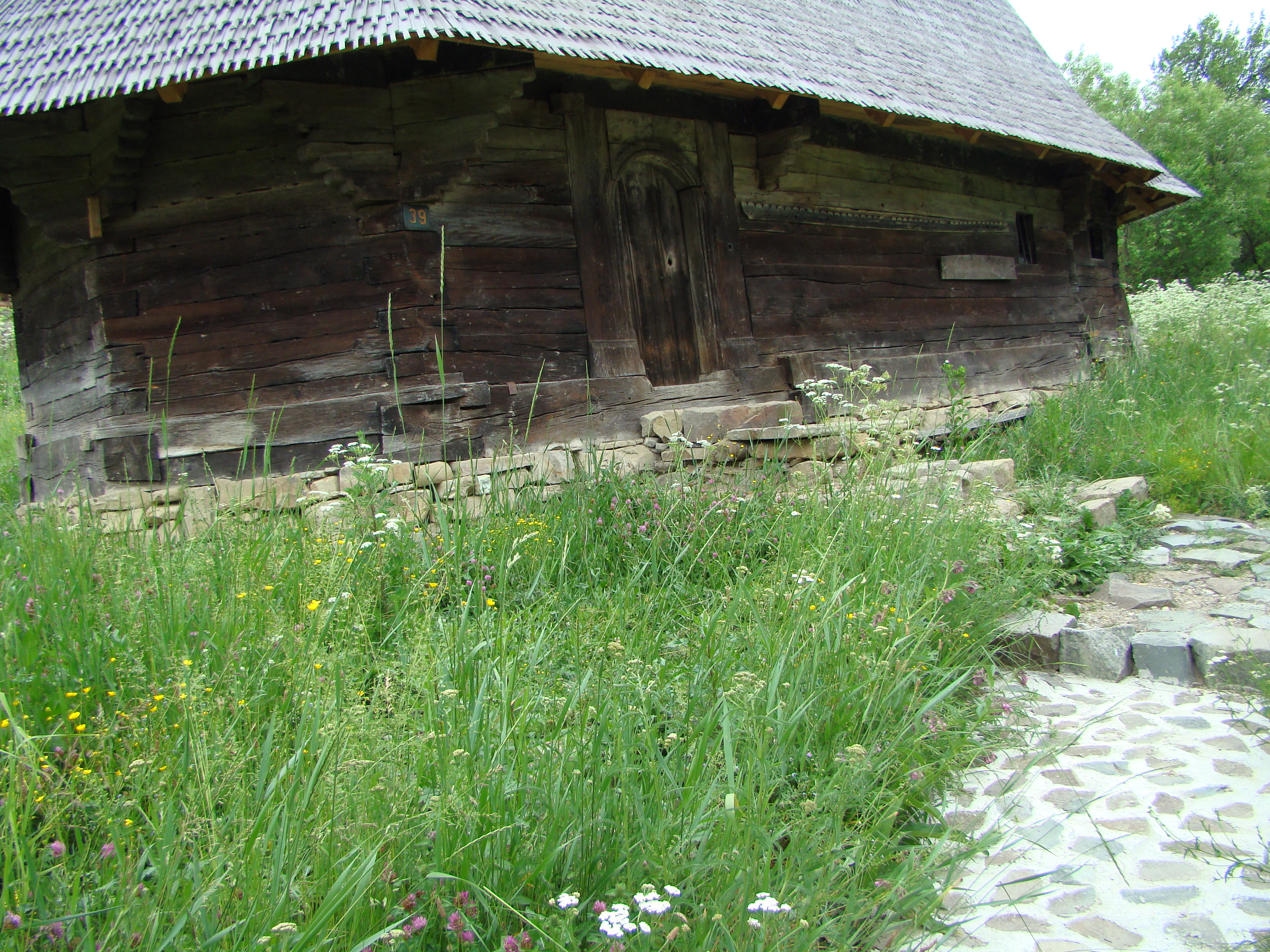
Partea de sud a bisericii
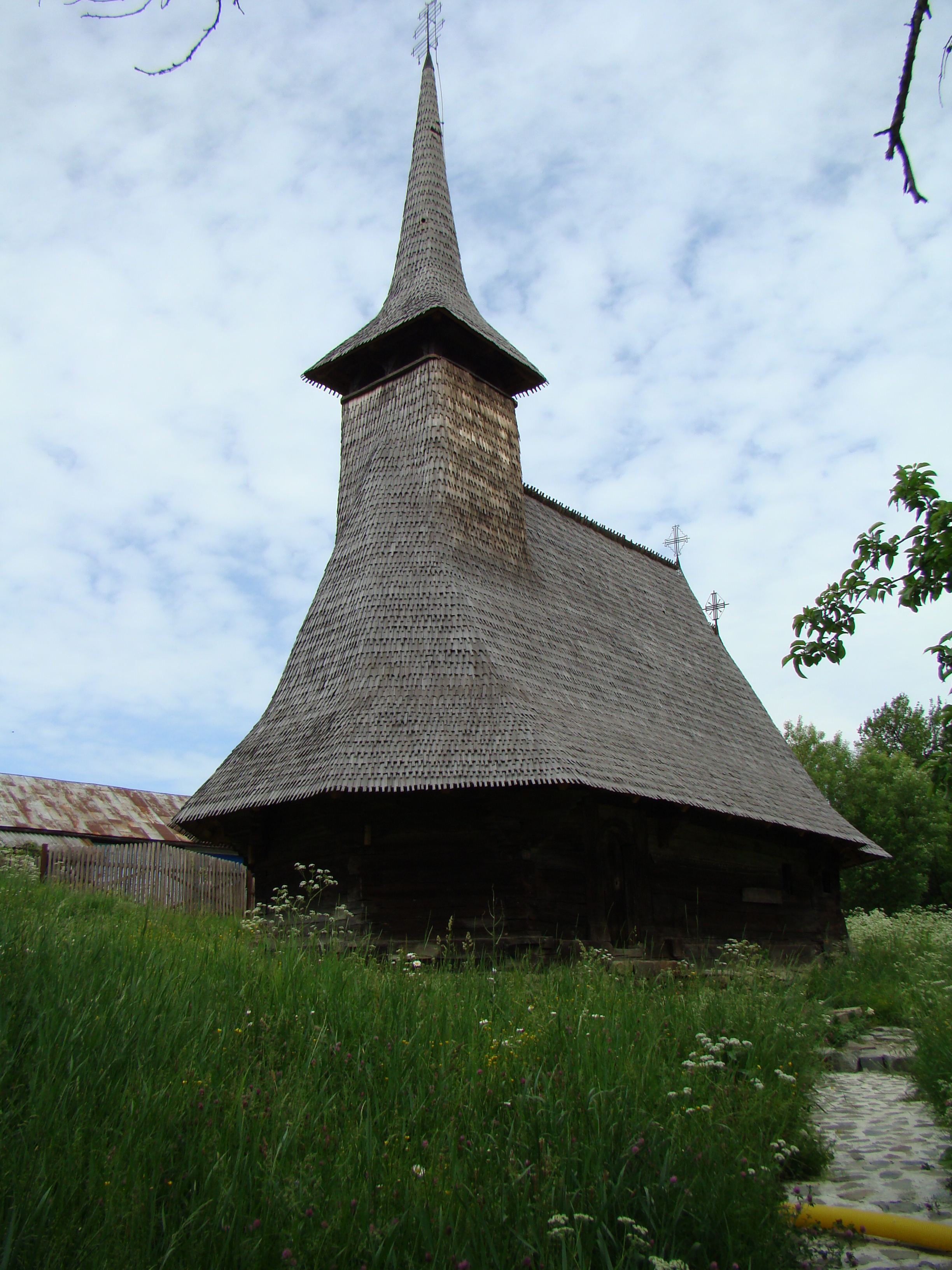
Vedere din sud-vest
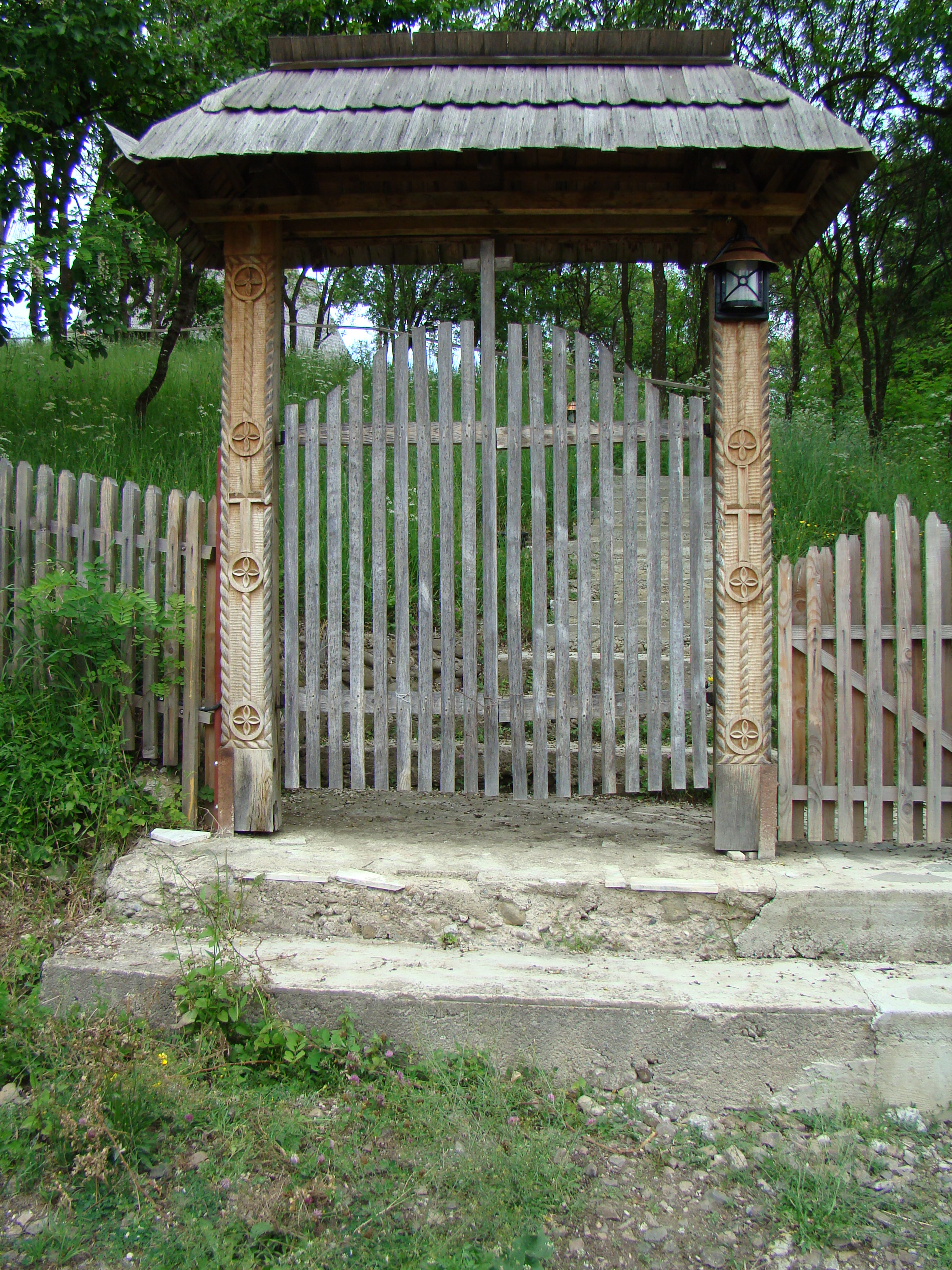
Poarta cimitirului
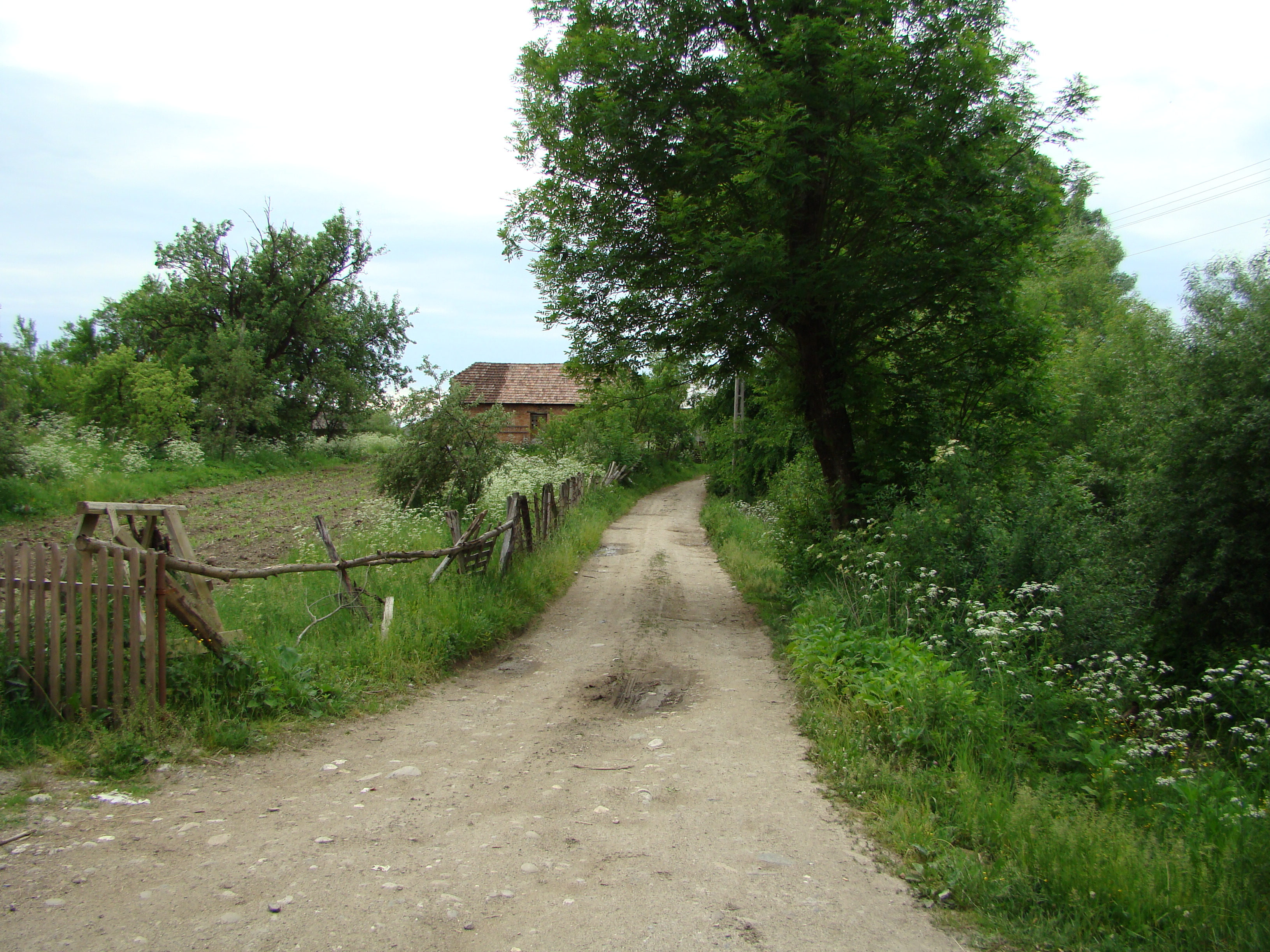
Drumul spre biserică

## Imagini din interior

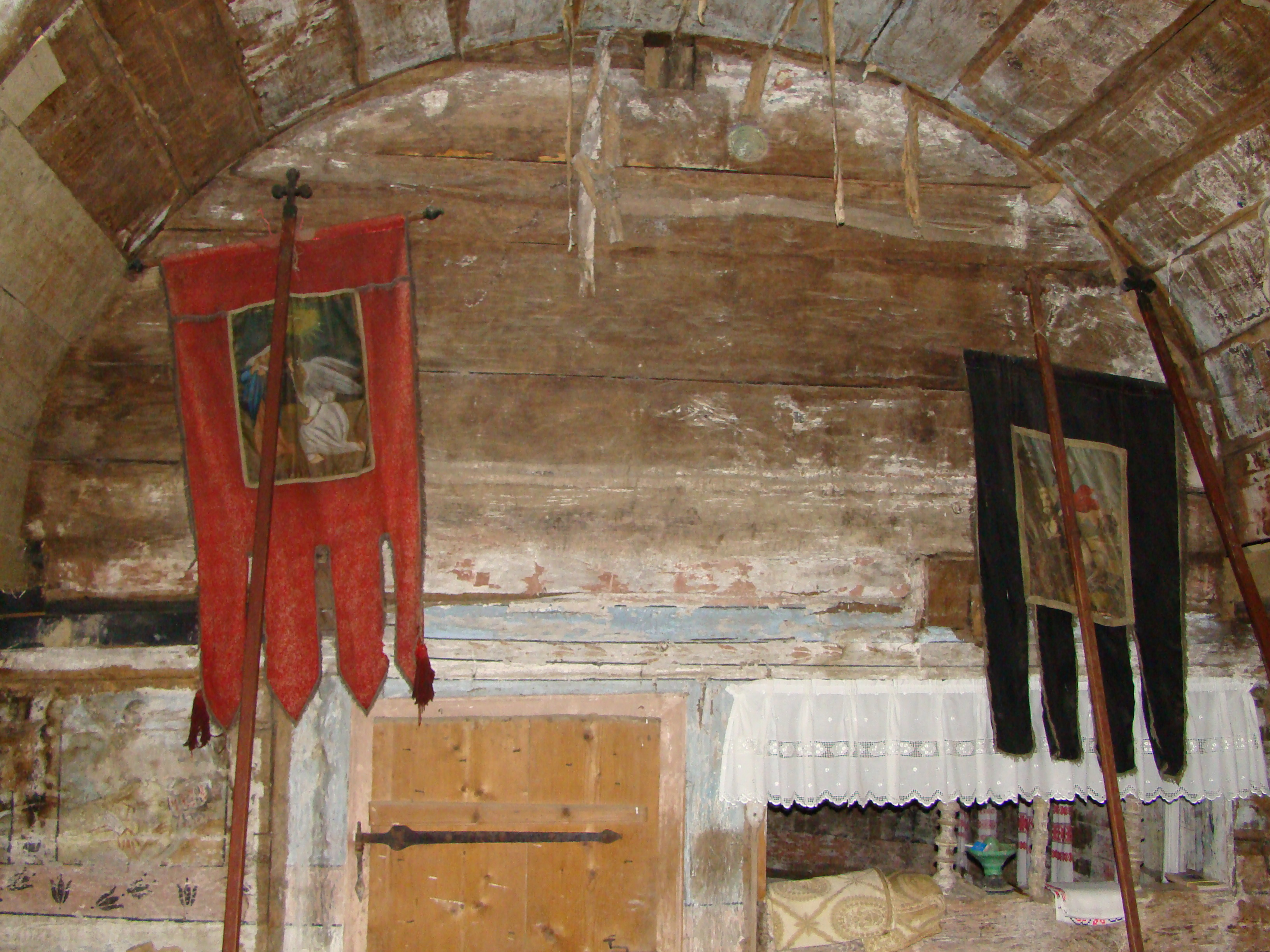
Capătul bolții naosului, spre pronaos
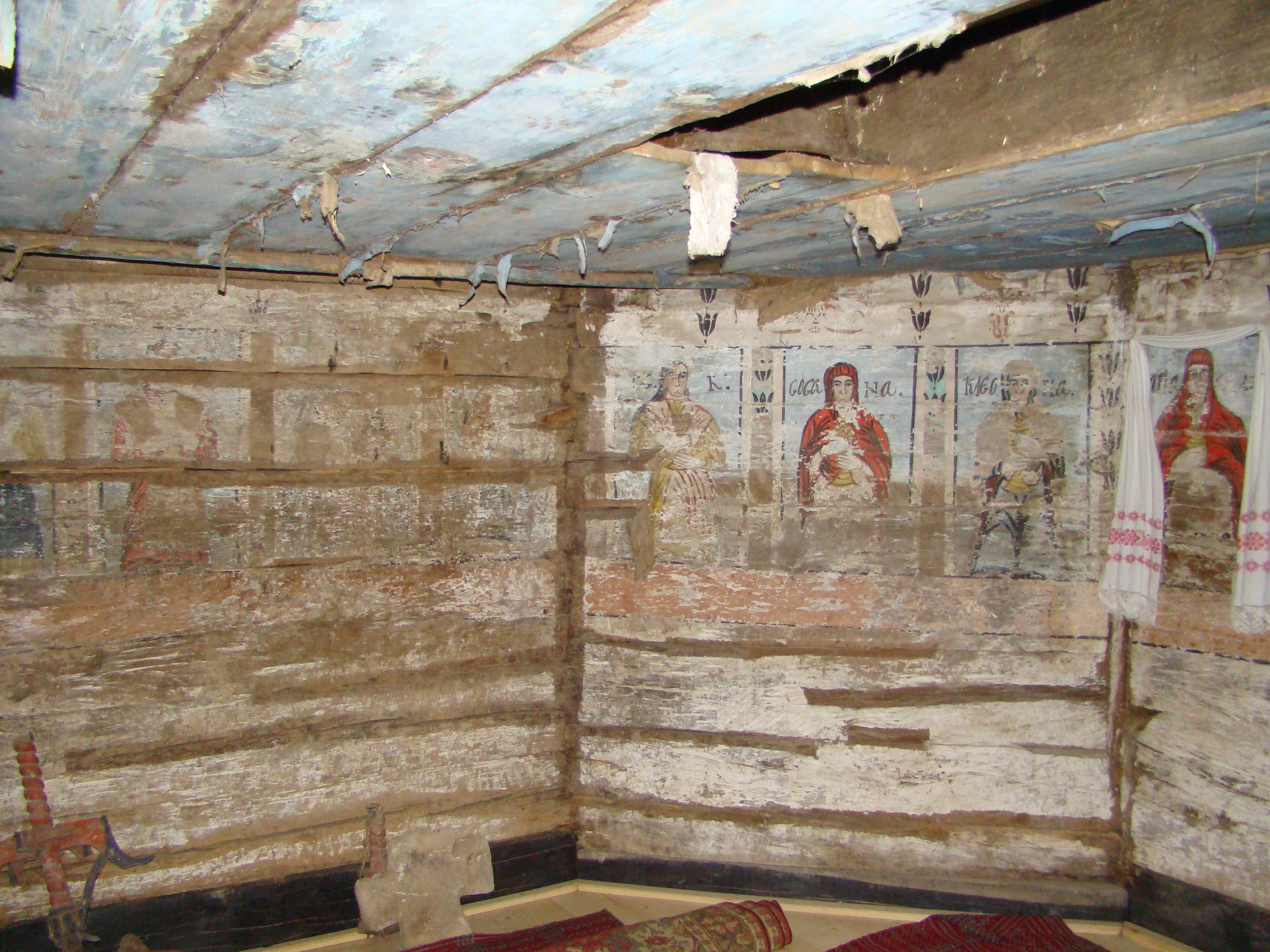
Vedere în pronaos
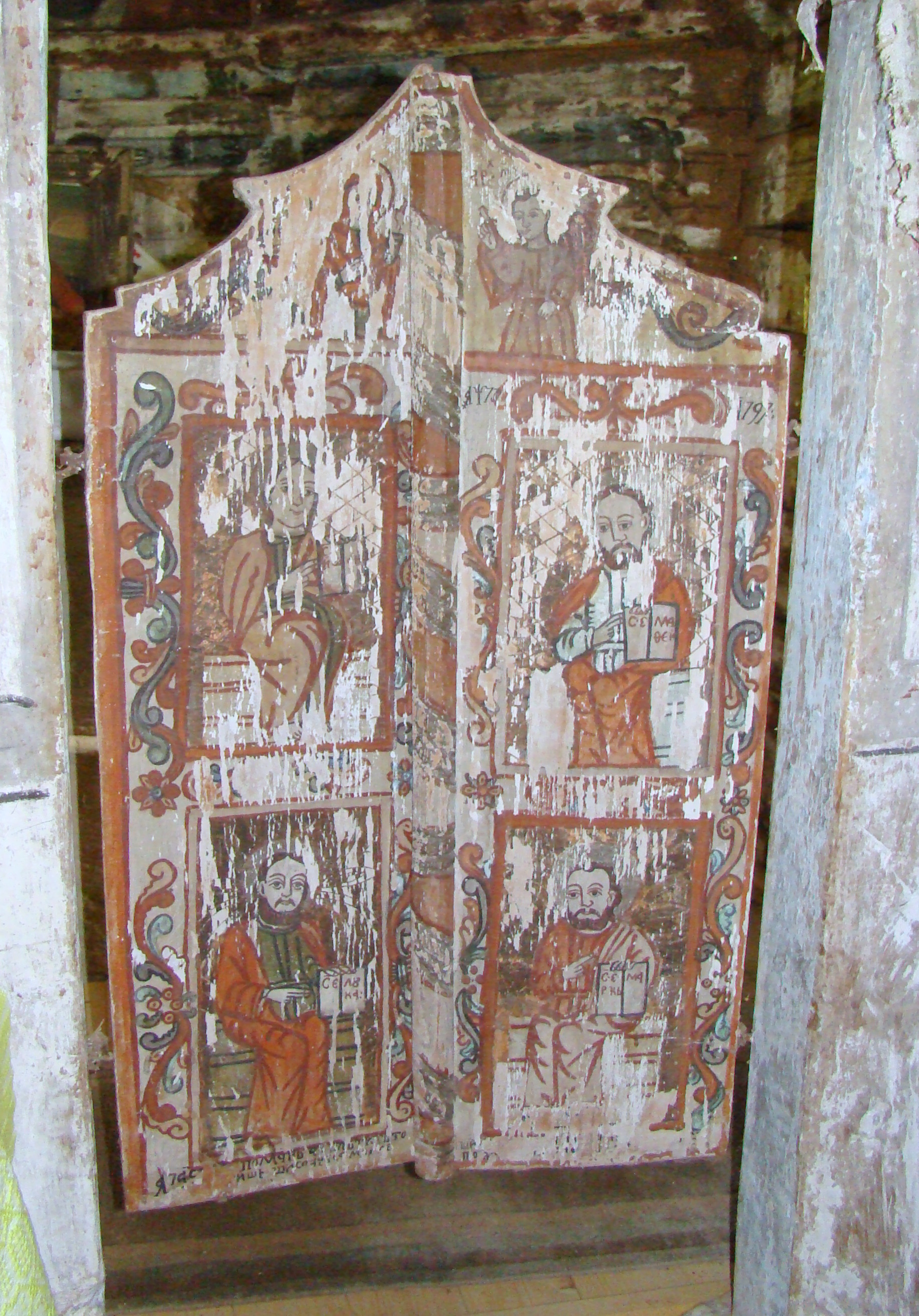
Ușile împărătești
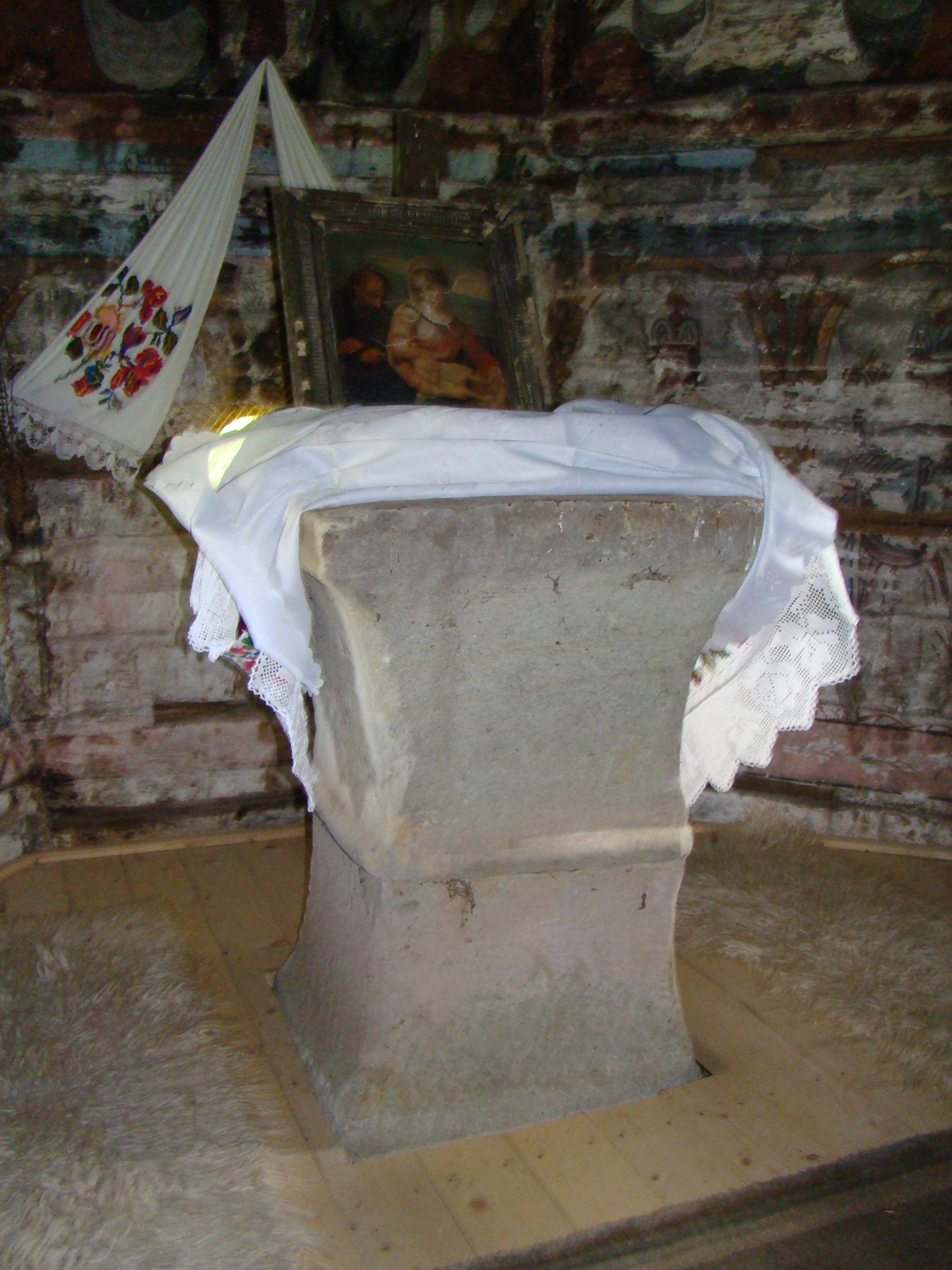
Prestolul
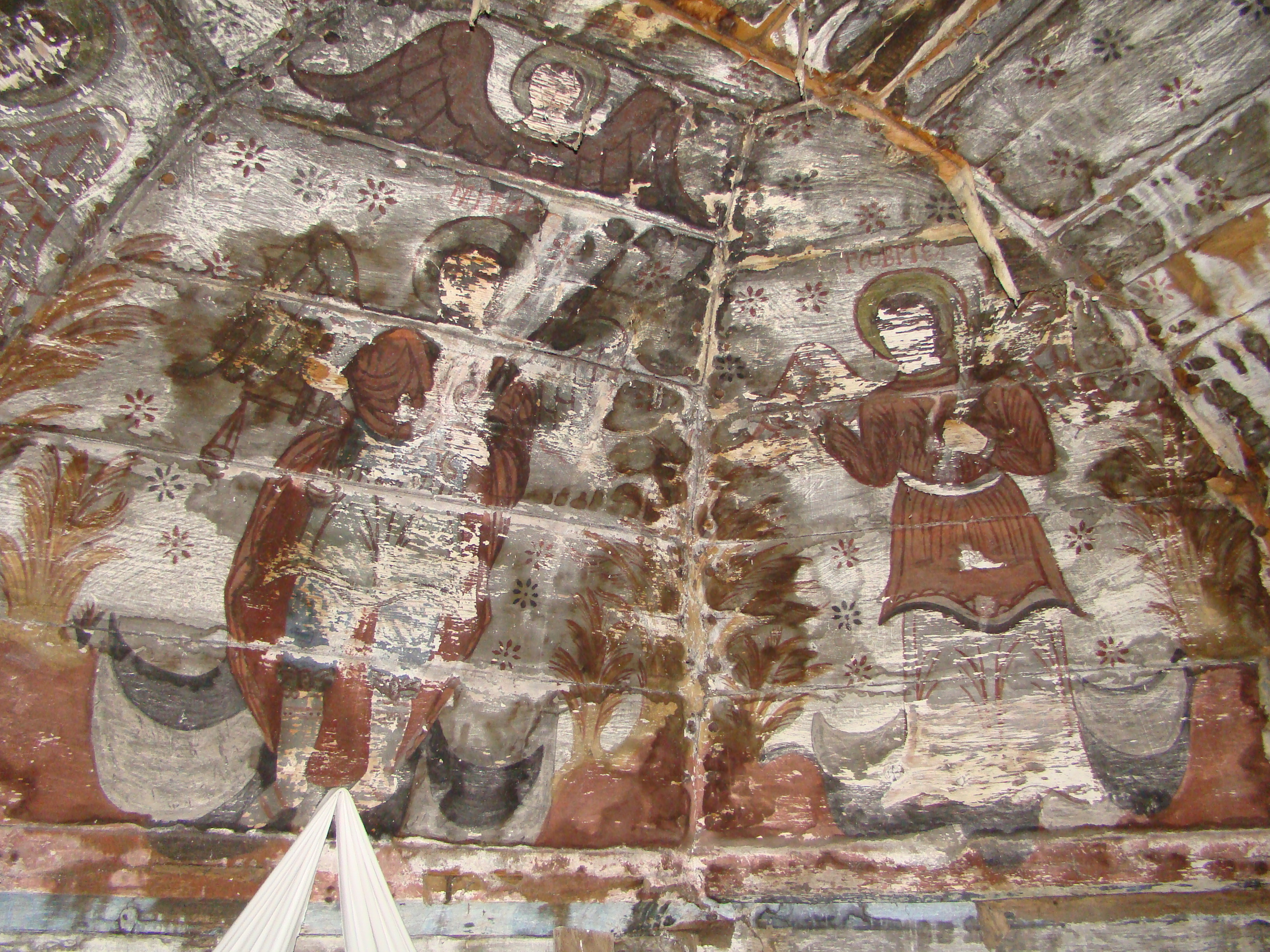
Pictura bolții altarului
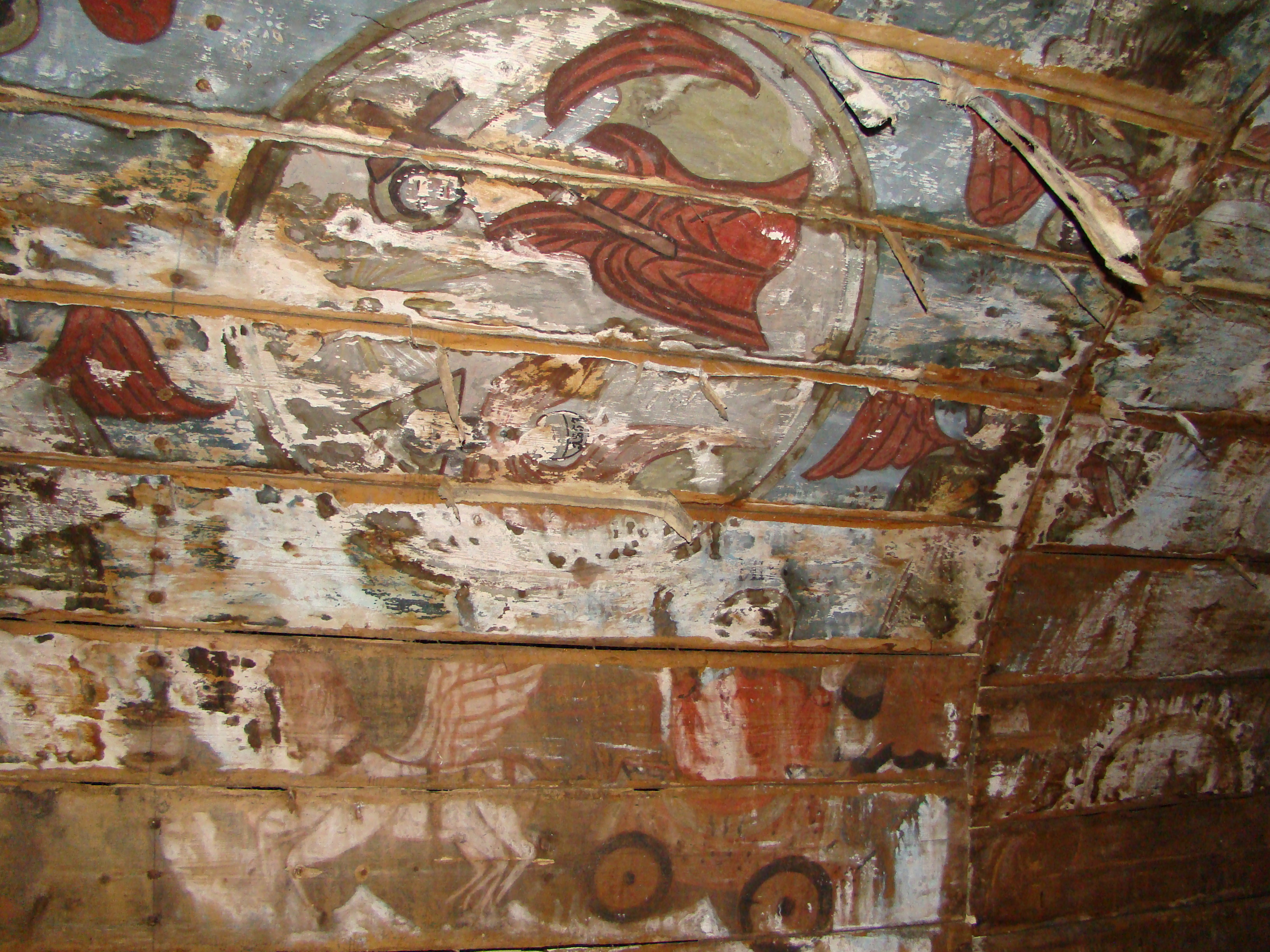
Pictura bolții naosului
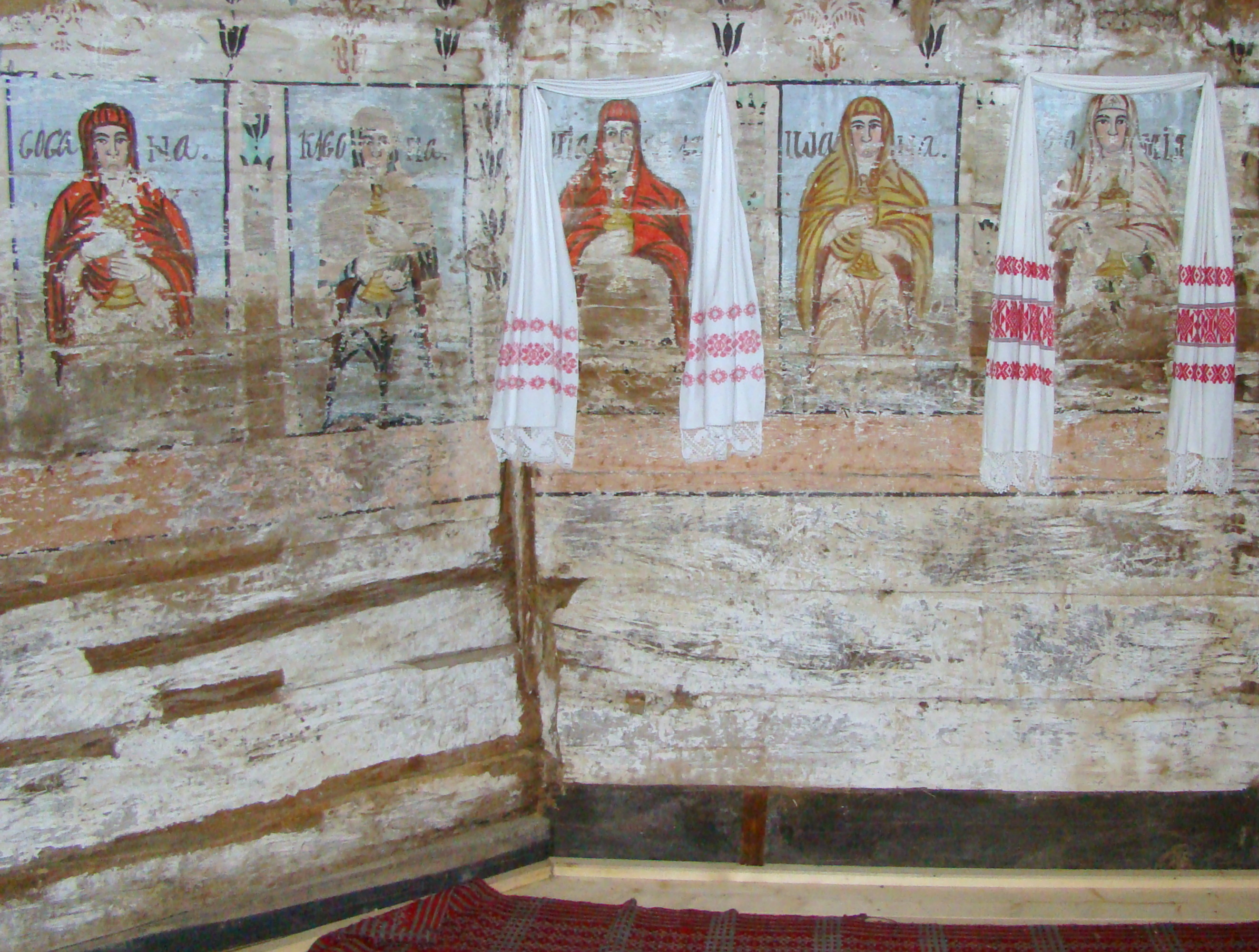
Pictură din pronaos
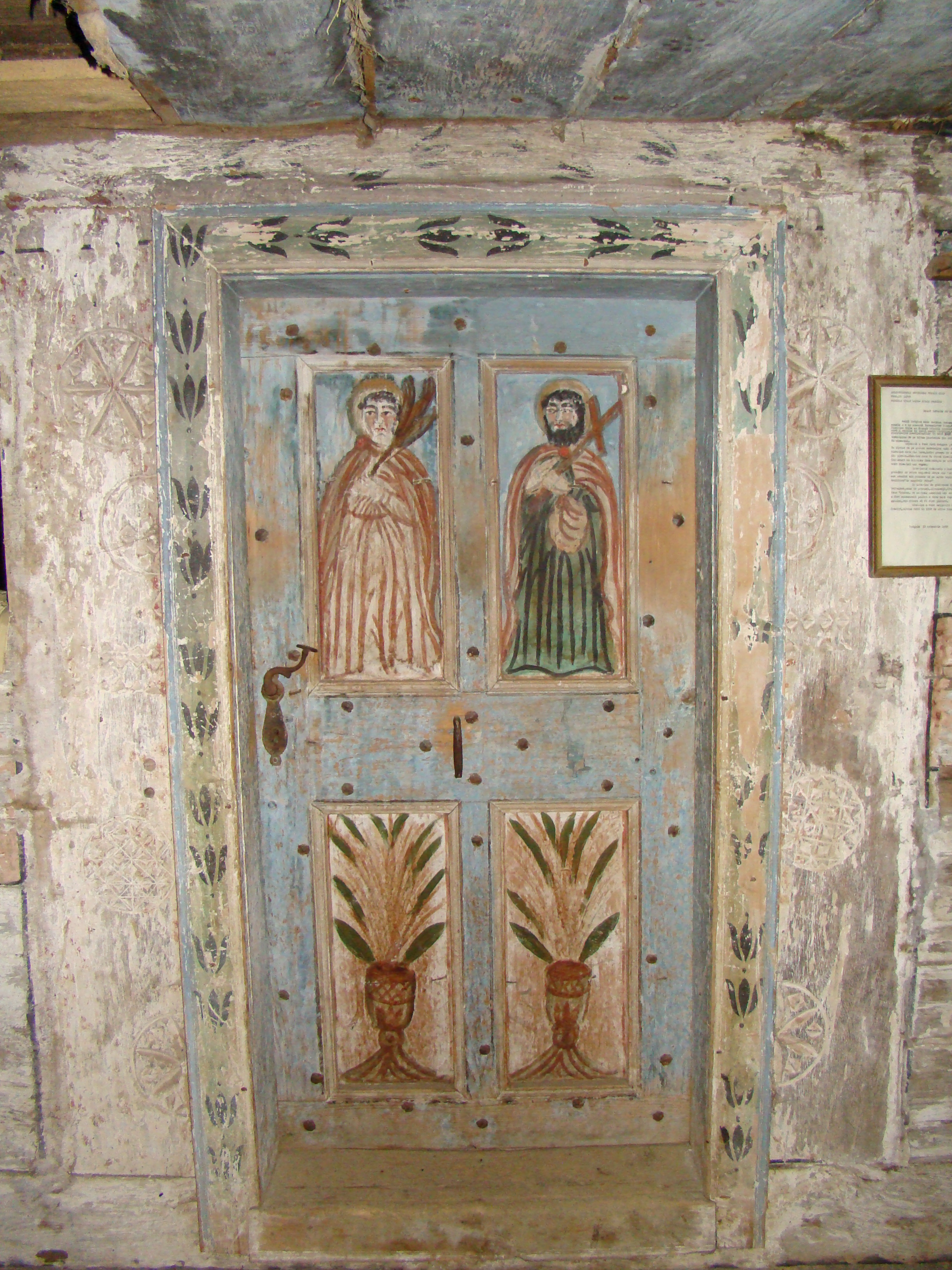
Portalul și ușa dintre naos și pronaos
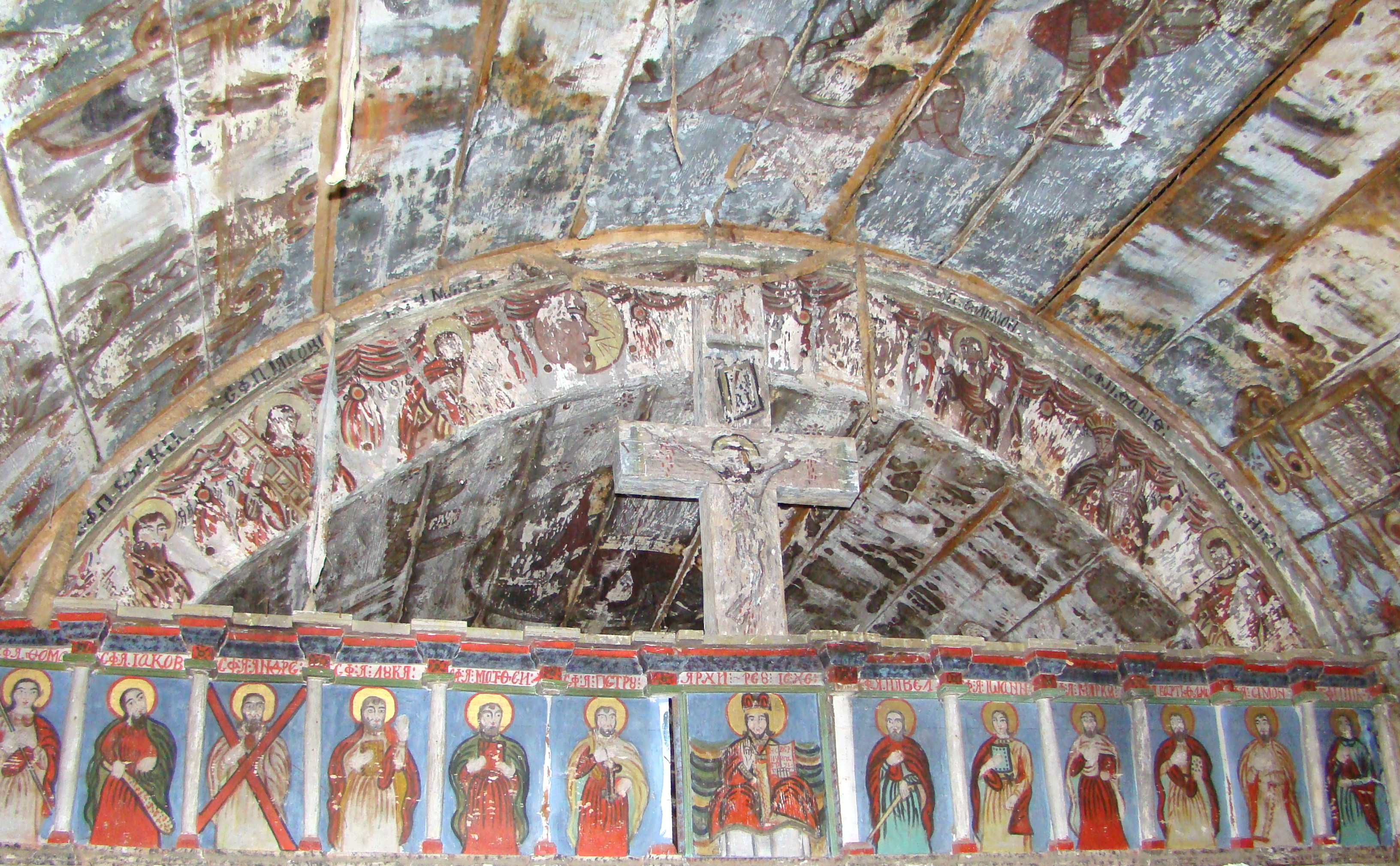
Iconostasul
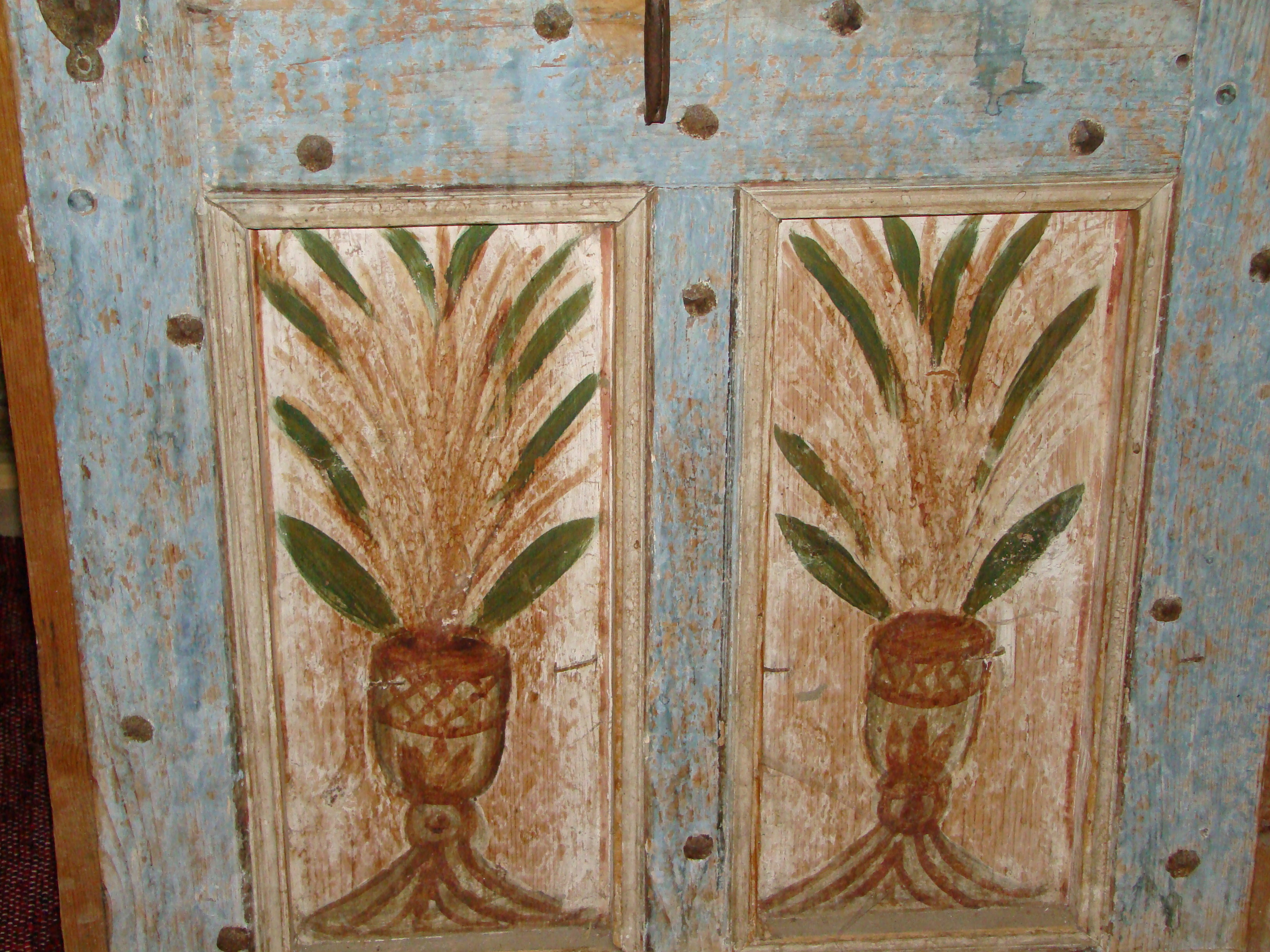
Partea inferioară a ușii dntre naos și pronaos
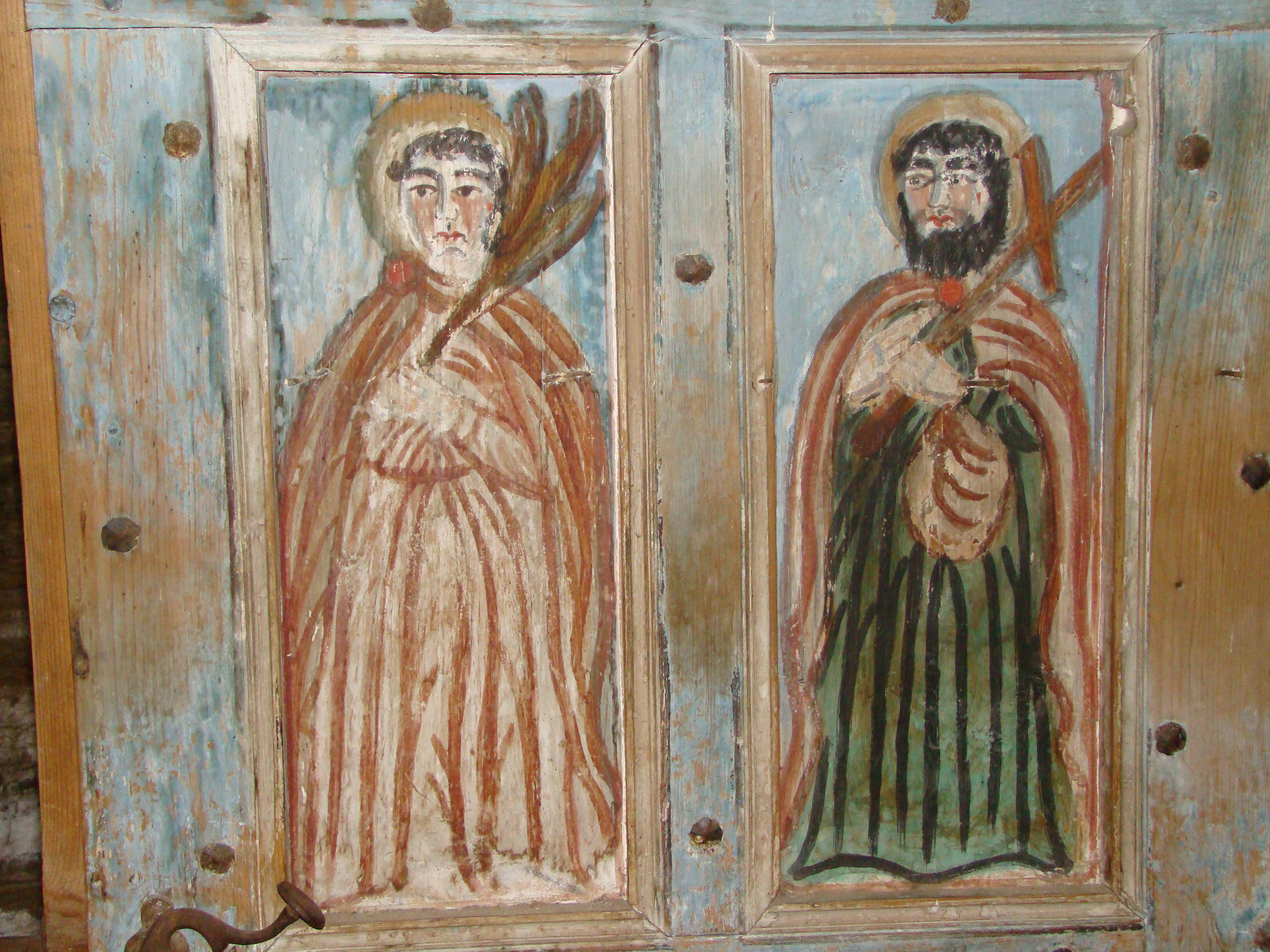
Partea superioară a ușii dntre naos și pronaos
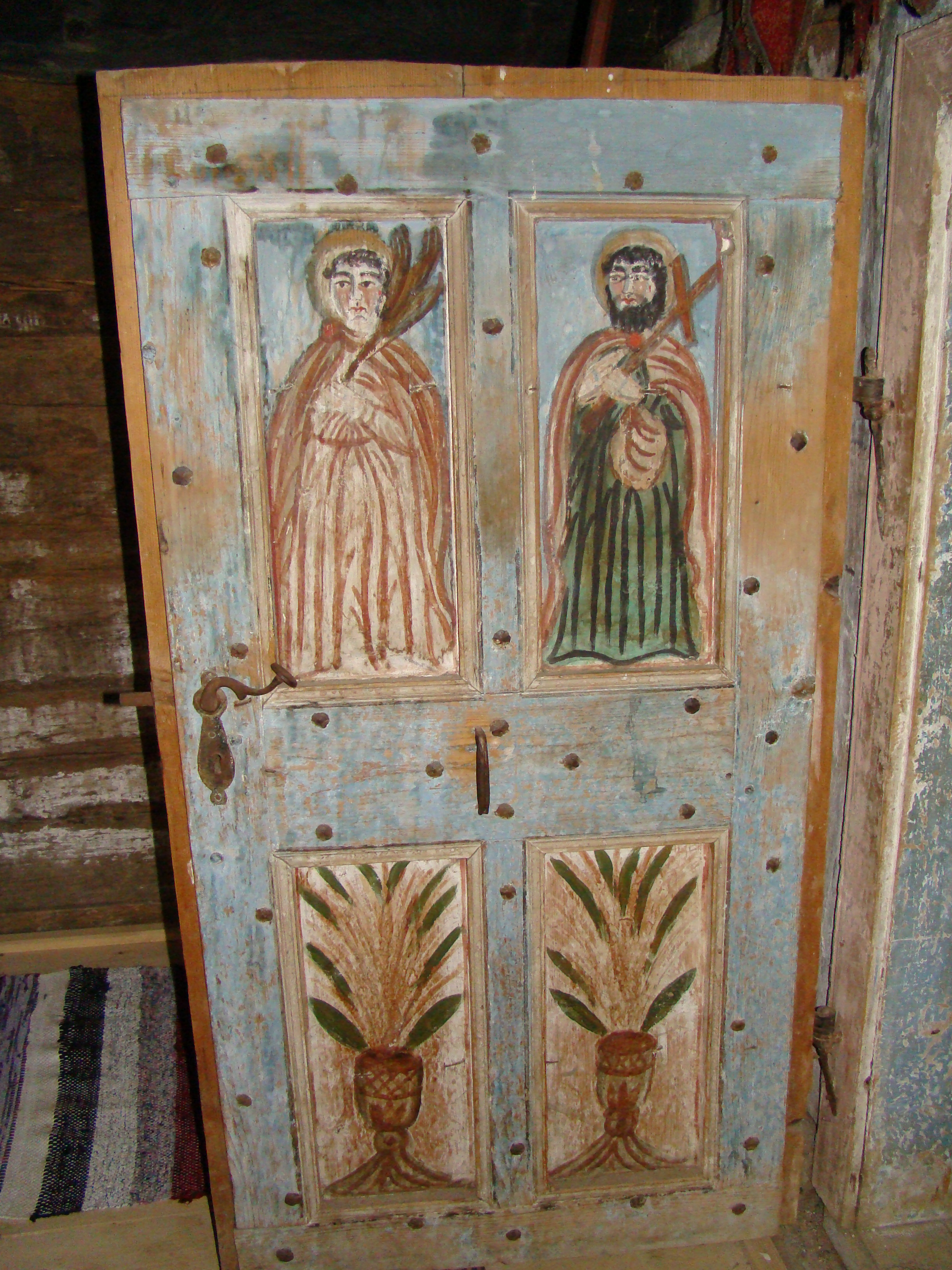
Ușa dintre pronaos și naos
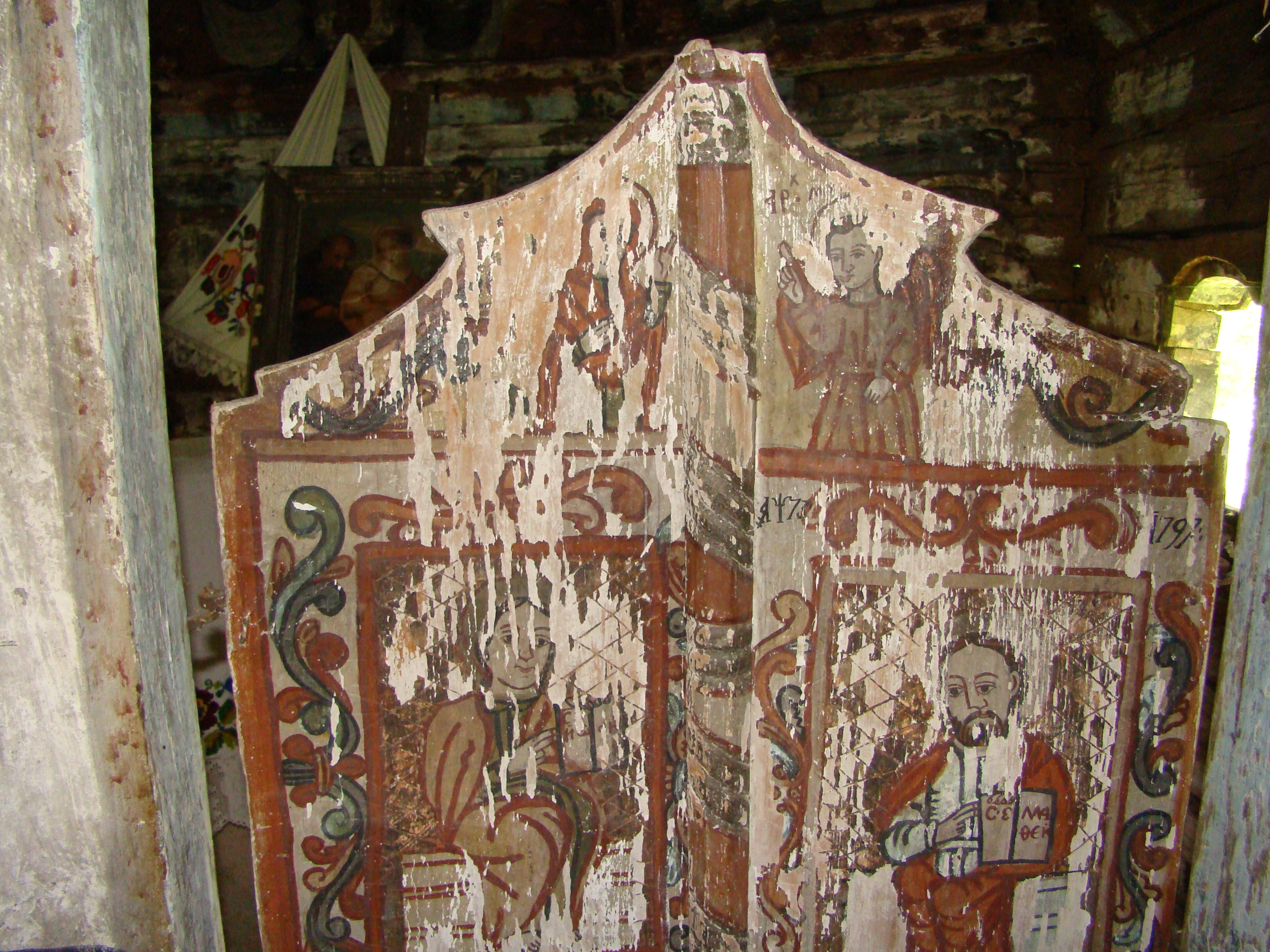
Partea superioară a ușilor împărătești
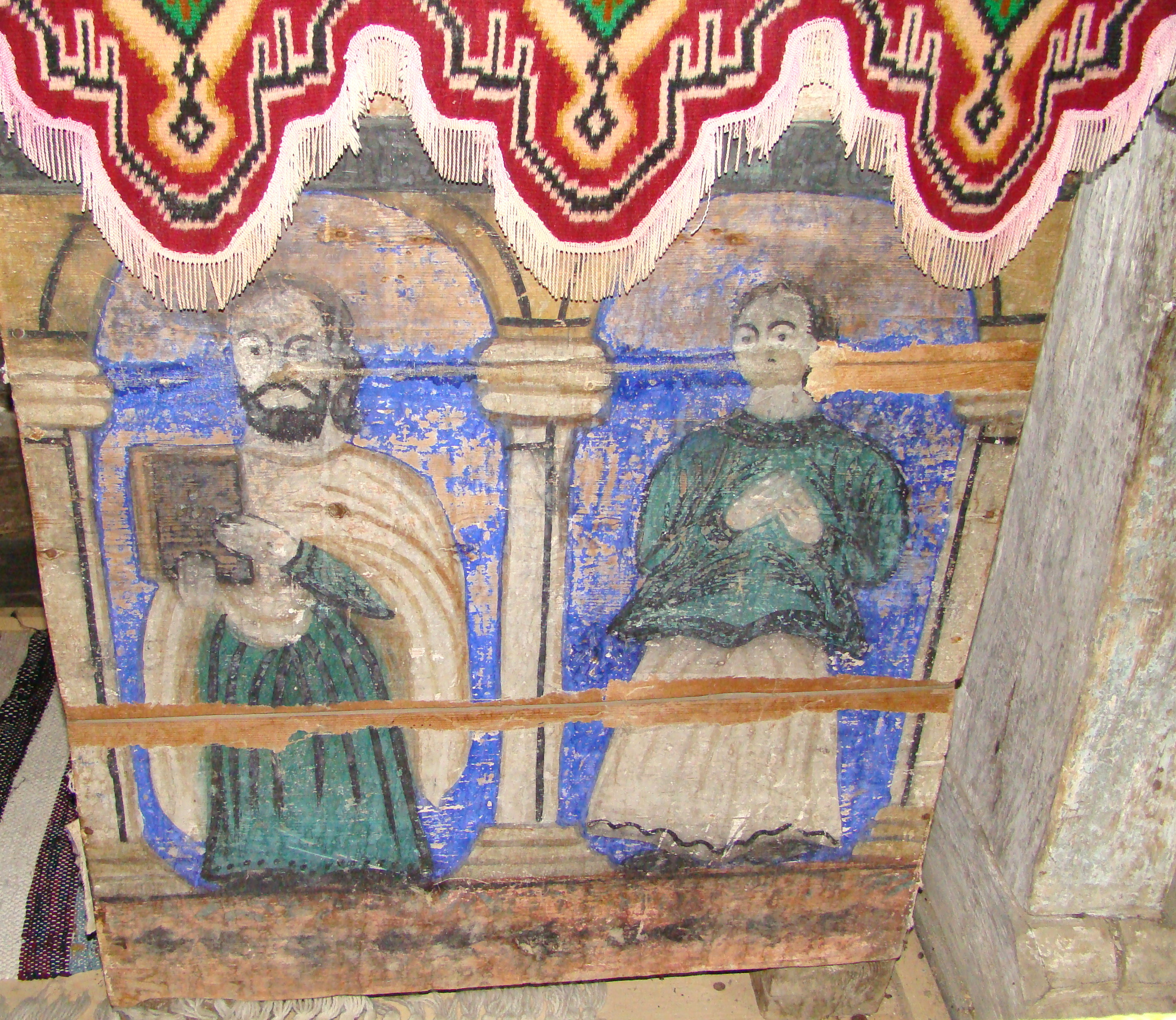
Detaliu pictură